# Geschichte Emdens

Wappen der Stadt Emden

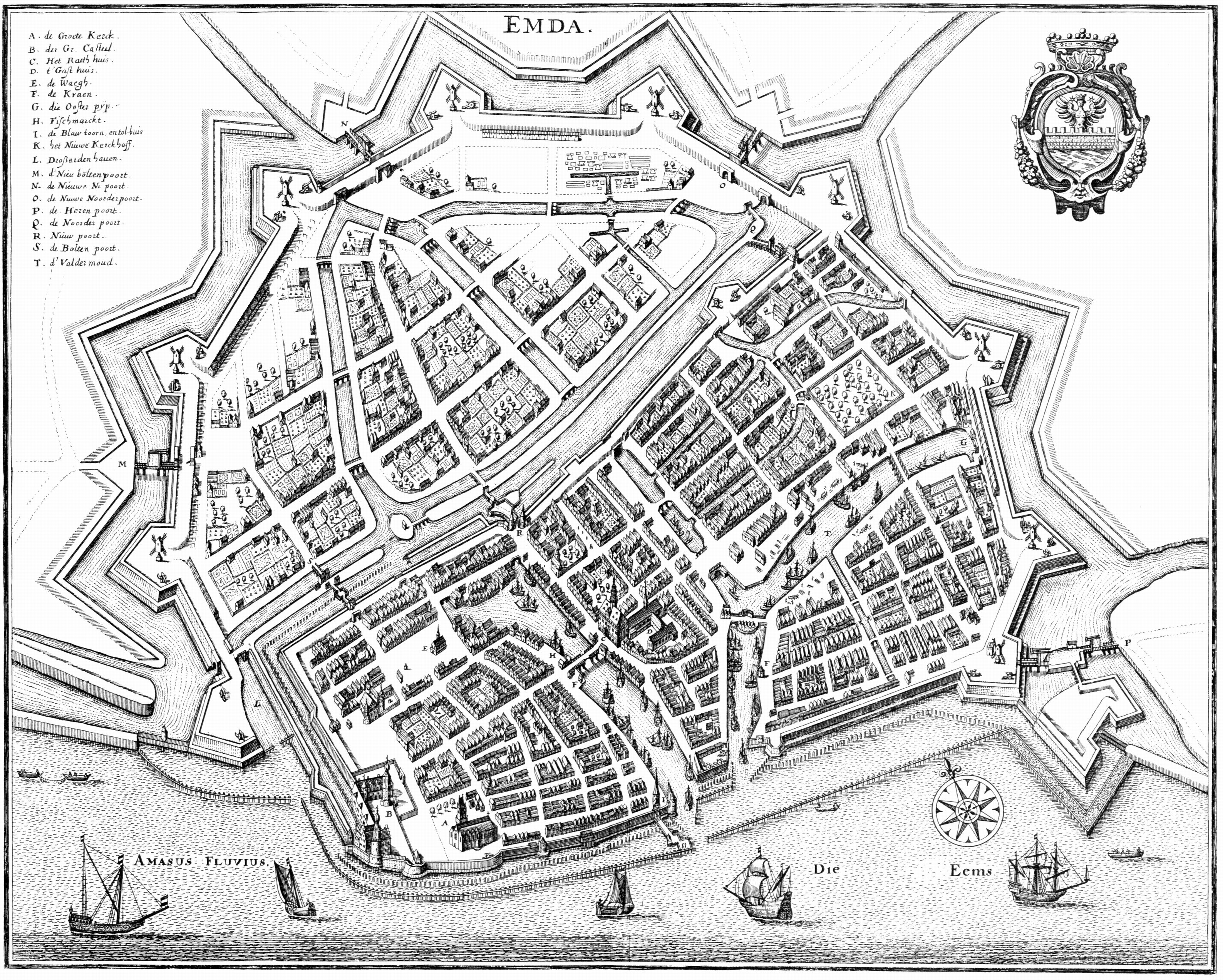
Emden um 1640 auf einer Karte von Matthäus Merian: Gut erkennbar sind die 1606 bis 1616 errichteten Festungsanlagen, die die Stadt im Dreißigjährigen Krieg schützten

Die Geschichte Emdens beginnt um zirka 800, als friesische Kaufleute an der Emsmündung eine Handelsniederlassung anlegten. Die Geschichte der Stadt ist untrennbar mit dem Emder Hafen verbunden, der seit Gründung der Siedlung die wirtschaftliche Grundlage des Gemeinwesens war und dessen Auf und Ab mit der wirtschaftlichen Situation der Stadt verknüpft war und ist. Oft waren politische Entscheidungen, die anderenorts gefällt wurden, der Auslöser für Aufstieg oder Niedergang des Emder Handels. Geprägt wurde Emden durch den Calvinismus. Zur Zeit des Achtzigjährigen Krieges strömten viele niederländische Glaubensflüchtlinge in die Stadt und machten aus Emden eine Hochburg des nordwesteuropäischen Calvinismus. Mit ihren Handelsverbindungen bescherten sie der Stadt zeitweilig großen Wohlstand. Die politischen Verbindungen mit den Niederlanden endeten erst mit dem Anfall Ostfrieslands an Preußen 1744, die kulturellen Verbindungen dauerten noch mehr als ein Jahrhundert länger fort.
Ab dem späten 19. Jahrhundert erfolgte eine Industrialisierung. Emden ist seit Jahrhunderten der wirtschaftliche Mittelpunkt Ostfrieslands und die größte Stadt der Region. In vergangenen Jahrhunderten hat sich dadurch eine gewisse Sonderrolle Emdens innerhalb Ostfrieslands entwickelt, die teils bis heute nachwirkt. So ist die Stadt seit der preußischen Kreisreform von 1885 als einzige in Ostfriesland kreisfrei.

## Ur- und Frühgeschichte bis zur Landnahme durch die Friesen
Aus dem Emder Hafen wurden bei Baggerarbeiten zwei donauländische Dechsel geborgen, darüber hinaus ein Flintbeil und ein Tongefäß aus der Trichterbecherkultur. „Möglicherweise konnte der Emsuferwall bei einem Stillstand des Meeresspiegelanstiegs auf den Ablagerungen der Calais-II-Transgression besiedelt werden. Etwa eintausend Jahre später war das auf den Ablagerungen der Calais-III-Transgression offenbar wieder möglich.“
Frühester Beleg für die Anwesenheit von Menschen sind zwei Scheiben- oder Kernbeile, die bei Baggerarbeiten im Emder Hafen gefunden wurden und auf das Proto-Neolithikum datiert werden. Für die nächsten 1.000 Jahre fehlen Funde, was auf eine Transgression zurückgeführt wird.
Während etwa das gegenüberliegende linke Emsufer im Zeitraum vom 7. bis zum 3./2. Jahrhundert v. Chr. schon dicht besiedelt war, fehlen solche Nachweise auf dem rechten Ufer bisher. Diese frühen Siedlungen wurden aufgrund von Überflutungen im 3./2. Jahrhundert v. Chr. wieder aufgegeben.
Um Christi Geburt erfolgte eine erneuerte Landnahme durch die Chauken. Im Bereich der Stadt Emden sind bisher ein Wohnplatz im Bereich der Altstadt sowie vier Siedlungen auf Wurten am ehemaligen Emsufer am östlichen Stadtrand nachgewiesen worden. Auch diese Siedlungen wurden offenbar nach einer weiteren Periode der Zunahme von Überflutungen im 2. oder zu Beginn des 3. Jahrhunderts n. Chr. aufgegeben, wie auch das Küstenland beiderseits der Ems im 4./5. Jahrhundert vom Menschen weitgehend verlassen wurde. Im 7. Jahrhundert und hier verstärkt in der zweiten Hälfte begann eine Wiederbesiedelung der Flussmarschen durch die Friesen, nachdem die Überflutungen nachgelassen hatten. Die Friesen nutzten zum Teil die brach liegenden Wurten aus vorigen Siedlungsperioden, teilweise legten sie neue an. Dabei entstand ein neuer Typus von hauptsächlich auf den Handel ausgerichteten Siedlungen, der nach der Eroberung Frieslands durch die Franken von diesen übernommen wurde.

## Entwicklung des Handelsortes (um 800 bis 13. Jahrhundert)

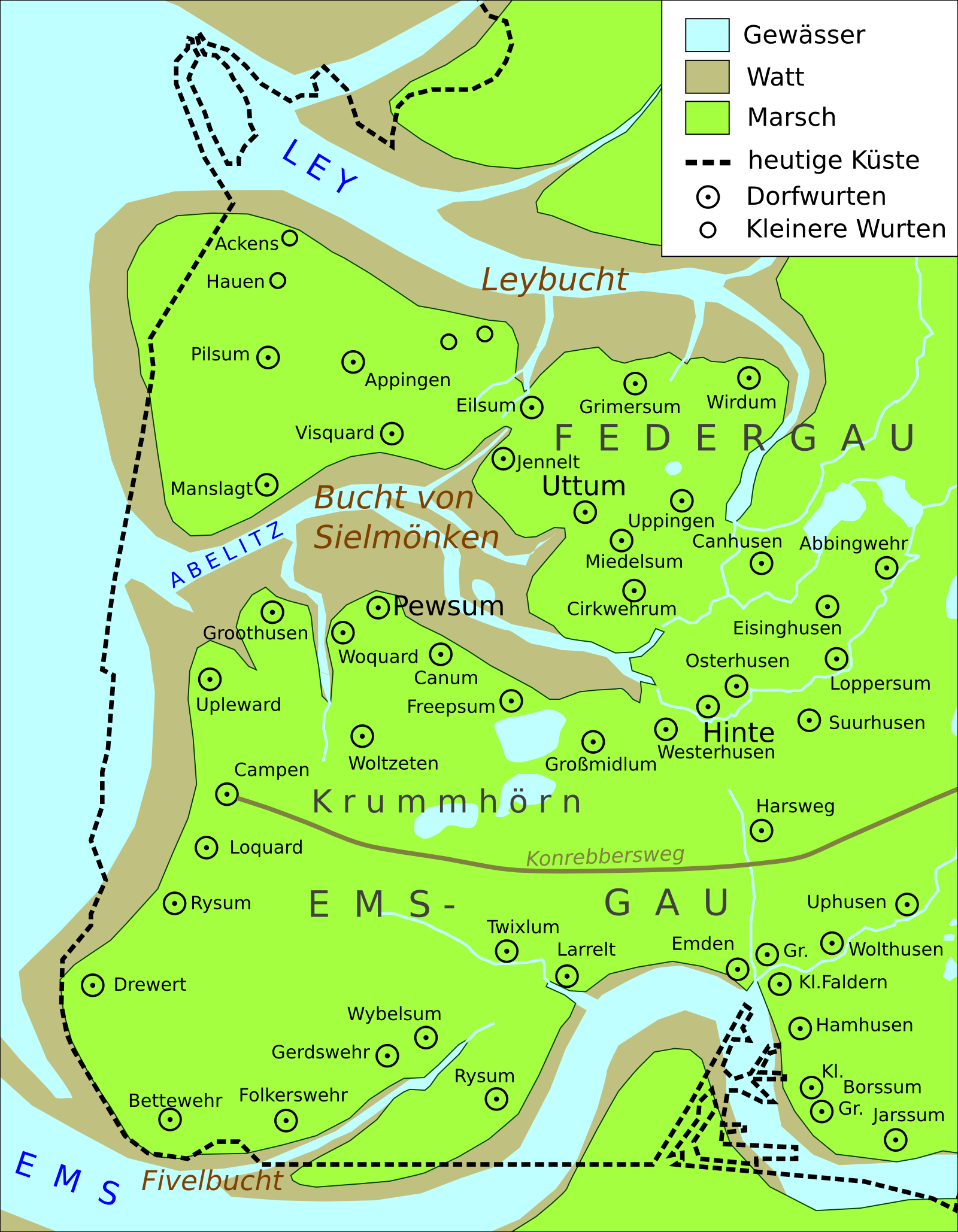
Karte der Krummhörn um das Jahr 800

Nach der Integration in das Fränkische Reich wurde Emden im 8./9. Jahrhundert als friesische Handelsniederlassung an der Mündung der Aa (Ehe) in die Eemese (Ems) gegründet und erhielt den Namen Amuthon. Während ältere Handelsplätze in der näheren Umgebung Gründungen der einheimischen Bevölkerung waren, verdankt Emden seine Entstehung offenbar dem allgemeinen Ausbau von Handelsplätzen unter fränkischer Herrschaft an der Nordsee. Für Emden bedeutete dies eine Anbindung an Westfalen, da Kaiser Karl der Große das Gebiet um die Siedlung dem neuen Bistum Münster zuordnete und die Grafschaft im Emsgau den westfälischen Cobbonen als Lehen auftrug. Es gibt nur spärliche Hinweise auf gräfliche Aktivitäten der Cobbonen in Emden. Möglicherweise ist das Patrozinium Cosmas und Damians über die heutige Große Kirche, deren Vorgängerbau als älteste Kirche der Stadt gilt, auf sie zurückzuführen, denn Essen und Werden lagen als damals wichtige Zentren der Verehrung dieser beiden Heiligen im Machtbereich der Cobbonen.
Emden wurde am damaligen rechten Ufer der Ems, nahe der Einmündung eines Priels als Siedlung gegründet. Dazu wurde eine Wurt aufgeschüttet, die im Laufe der Jahrhunderte immer weiter erhöht wurde und heute eine Größe von 250 mal 300 Meter aufweist. Dieser älteste Siedlungskern von Emden lag parallel zum alten Flussufer. Es handelte sich dabei um eine Langwarf, auf der eine Einstraßensiedlung lag und die einen Hafen in einem Priel besaß, dessen Rest heute der Ratsdelft darstellt. Die auf der Wurt stehenden Häuser waren in Stabbautechnik (vgl. Stabkirche) errichtet worden und wurden in ihrer überwiegenden Mehrzahl als Wohn- und Werkraum genutzt, nur einige wenige landwirtschaftlich.

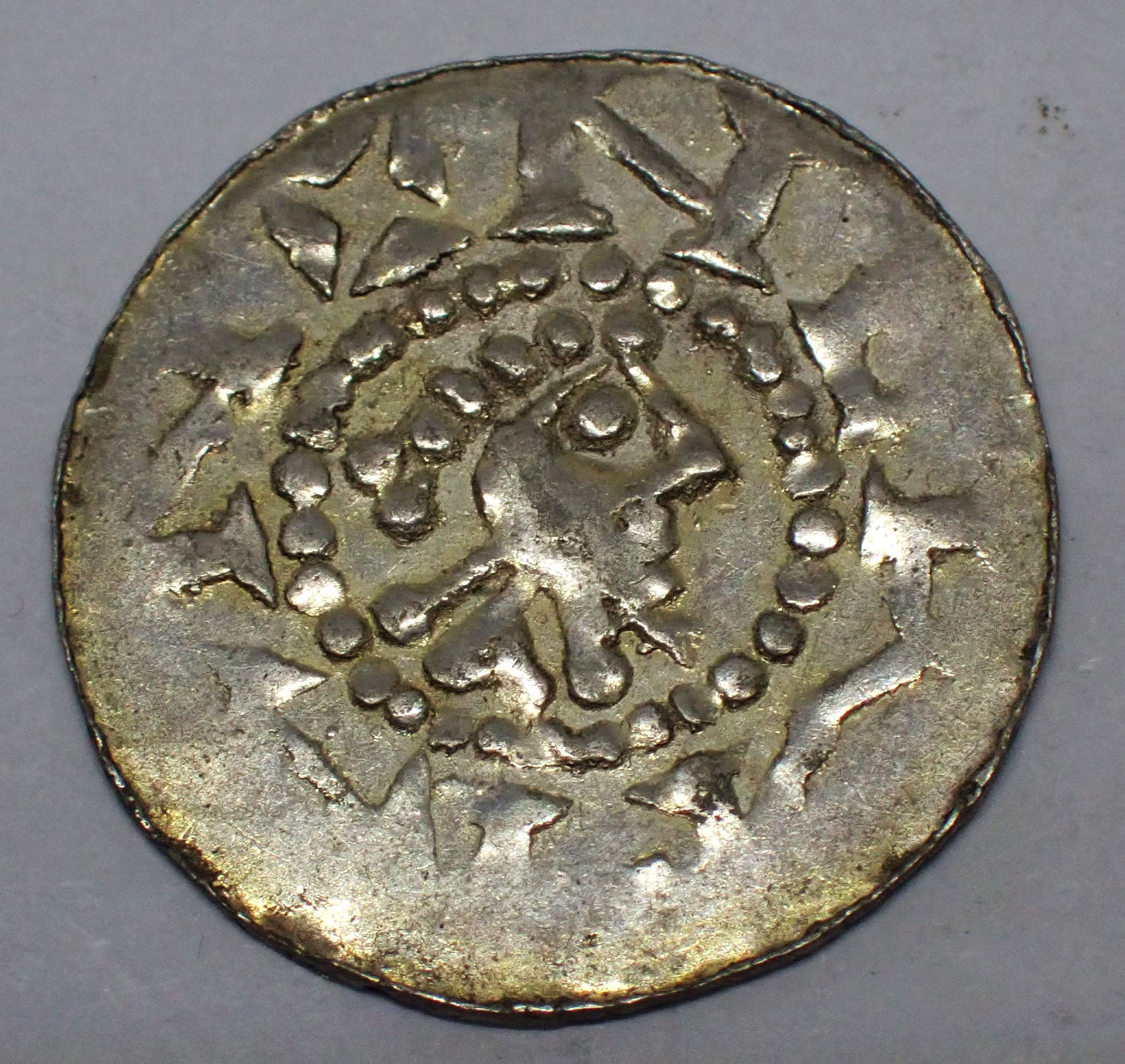
Denar, Hermann von Kalvelage, geprägt in Emden

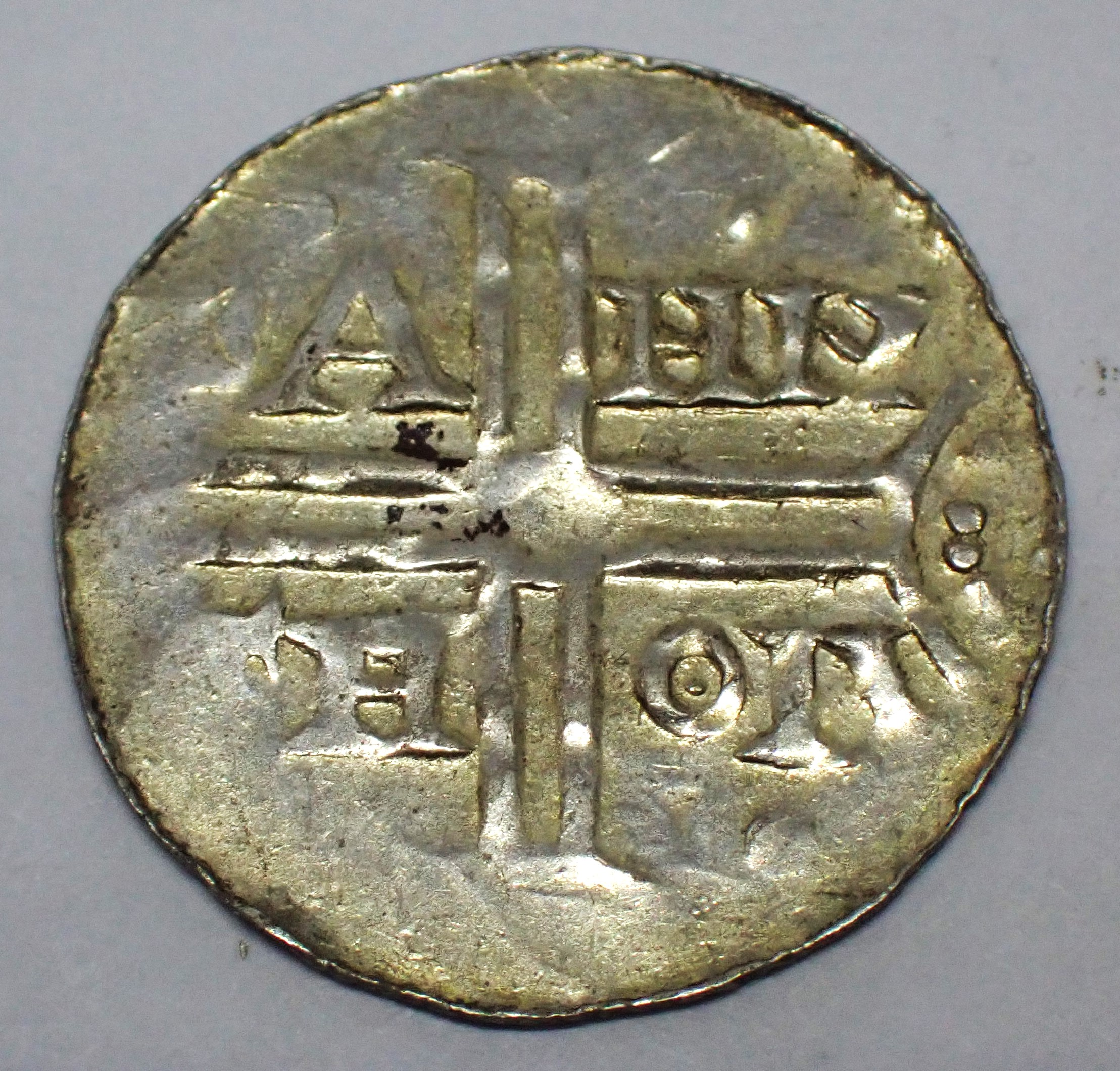
Denar, Hermann von Kalvelage (1020–1050)

Nachfolger der Grafenwürde im Emsgau waren um das Jahr 900 die Grafen von Werl. Ab diesem Zeitpunkt wurde die Emder Wurtsiedlung großzügig erweitert. Der durch das fränkische Reich geschützte Handelsplatz und Warenumschlagsort steigerte seine Bedeutung um Mitte des 11. Jahrhunderts als Münzstätte erheblich. Wie groß der Einfluss der Grafen von Werl darauf war, ist unklar. Sicher ist hingegen die Nutzung des Münzregals durch die Grafen von Werl. Ab dem 11. Jahrhundert tauchen Pfennige auf, die als Münzstätte AMVTHON und HERIMAN (der dritte Graf von Werl) nennen. Im Jahre 1063 wurden Bernhard II. von Werl die Grafenrechte im Emsgau entzogen und zunächst dem Bischof Adalbert von Bremen übertragen. Später bemühten sich die Grafen von Werl den Besitz durch einen Feldzug gegen die Friesen neu zu erlangen. Dabei fanden Bernhard II. und sein Sohn Hermann den Tod. Die Grafschaftsverfassung löste sich danach allmählich auf und die friesischen Landesgemeinden erstarkten, auch wenn in Emden weiterhin Münzen geprägt wurden und Emden 1244 als Zollstätte erstmals urkundlich erwähnt wird. Über verschiedene Herren gelangte die Grafschaft dann schließlich im Jahre 1252 durch Kauf an die Bischöfe von Münster, die sich ständigen Auseinandersetzungen mit den Friesen ausgesetzt sahen. Diese mündeten schließlich in einen Vertrag, der sogenannten Bischofsühne von Faldern, in der Fragen des Kirchenrechts und des Handels geregelt wurden. Gräfliche Rechte und Ansprüche auf den Emsgau wurden hier nicht mehr erwähnt, auch wenn sie noch bis in die Neuzeit eine Rolle spielten und erst 1497 durch Graf Edzard I. durch Zahlungen und die Gewährung von Privilegien abgegolten wurden.

## Zeit der Häuptlinge (13. bis frühes 15. Jahrhundert)
Nach der Bischofssühne beschränkte sich die Macht der Münsteraner nur auf die Siedlung Emden, während parallel die Landesgemeinde weiter erstarkte und im damals noch nicht zu Emden gehörenden Larrelt zusammenkam. Die Bischöfe nahmen in der Folgezeit ihre Rechte in der Stadt nicht mehr selbst wahr, sondern griffen auf das einheimische Geschlecht der Abdena zurück, das sie zu ihren Vertretern in der Stadt machten. Deren erster namentlich bekannter Vertreter, Wiard Droste tho Emetha, ließ in dem Ort um 1300 erstmals eine Burg errichten. Unter der Herrschaft der Häuptlingsfamilie der Abdenas entwickelte sich Emden bis kurz nach 1400 zu einer städtischen Siedlung im engeren Sinn und wurde erstmals 1390 von den Abdena selbst und 1392 von den Holländern als solche bezeichnet.
Den Abdenas gelang es immer mehr, sich von den Bischöfen von Münster zu emanzipieren. Dies drückte sich auch in den Münzen aus, die sie in deren Auftrag prägten. Waren diese noch in der Mitte des 14. Jahrhunderts mit einem segnenden Bischof und einem Kopf des heiligen Paulus versehen, so zeigten die Emder Pfennige des späten 14. Jahrhunderts nun einen rechts aufsteigenden Löwen, das Wappentier der Abdena und die Initiale W. des Münzherren Wiard (III.). Dessen Sohn Hisko prägte schließlich als nova moneta de Emeda bezeichnete Witten mit dem Wappenlöwen und der Angabe seines vollständigen Namens und Titels eines Propstes und Häuptlings zu Emden. Auch die Zollrechte fielen spätestens 1362 an die Abdena. Ab diesem Zeitpunkt liegen auch erste Belege für weitreichende Handelsbeziehungen des Ortes vor, nach denen Emder Schiffe und Kaufleute die Märkte von Lübeck, Hamburg, Haren, Friesoythe und Harderwijk besuchten und dabei ab 1390 von Hisko mit einem Geleitbrief unterstützt wurden. Von größter Bedeutung für die weitere wirtschaftliche Entwicklung Emdens war der Stapelzwang, der um 1400 von den Abdena eingeführt wurde.

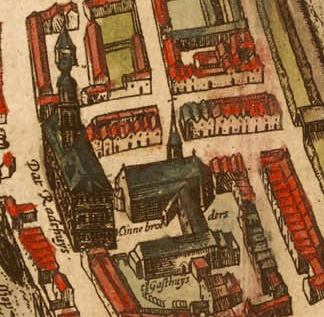
Das Franziskanerkloster in Faldern (Ausschnitt aus einer Stadtansicht von Braun Hogenberg aus dem Jahr 1575)

Der Niedergang der genossenschaftsähnlichen Landesgemeinden und das darauf folgende Erstarken anderer ostfriesischer Häuptlingsfamilien führte zu einer lang anhaltenden Periode von Fehden wechselseitiger Bündnisse, bei denen auch auf die Hilfe der Vitalienbrüder zurückgegriffen wurde. Häuptling Hisko gewährte den Seeräubern in seinem Gebiet Unterkunft und einen Handelsplatz. Die davon besonders betroffene Hanse entsandte daraufhin eine Strafexpedition nach Ostfriesland, woraufhin Hisko die Seiten wechselte und den Hanseatischen Truppen am 6. Mai 1400 die Stadt und die Burg Emden übergab, auf diese Weise aber seinen Häuptlingstitel retten konnte. Nach der Strafexpedition und dem Schluss eines Vergleichs im Kloster Faldern wurde die Burg wieder an Hisko zurückgegeben.
Der Handel im Hafen entwickelte sich weiter gut. In dieser Zeit entstand vermutlich auch das Lazarushaus (Ersterwähnung: 1403), welches wahrscheinlich das einzige Leprahospital Ostfrieslands blieb. Dort wurden die Lepra-Infizierten vom Rest der Bevölkerung isoliert, um eine Weiterverbreitung der Krankheit zu verhindern. Das Lazarushaus (auch Ziekenhuis genannt) bestand bis etwa 1603 und hatte seinen Standort am Herrentor. Damit lag es bei seiner Einrichtung und noch bis zur Stadterweiterung 1570 außerhalb des Zuständigkeitsbereichs des Stadtgerichts. Später diente das Gebäude, das wahrscheinlich auch eine Kapelle hatte, vermutlich als Armenhaus. Heute steht an der Stelle des einstigen Lazarushauses ein Hotel.
In den Auseinandersetzungen der Ostfriesischen Häuptlinge gelang es Keno II. tom Brok 1414 die Burg in Emden zu erobern. Hisko musste in das Gebiet der heutigen Niederlande fliehen und konnte erst nach dem Sturz des letzten tom Brok, Ocko II., in seine Heimatstadt zurückkehren, wo er kurz darauf verstarb. Nachfolger wurde sein Sohn Imel. Auch nach dem Sturz der tom Brok gingen die Auseinandersetzungen um die Vorherrschaft in Ostfriesland weiter. Dabei etablierten sich zwei Parteien, der Freiheitsbund der Sieben Ostfrieslande unter der Führung der späteren Grafen- und Fürstenfamilie Cirksena und die Partei Focko Ukenas. Dieser gehörte auch Imel an, der zur Sicherung seiner Position abermals die Vitalienbrüder nach Emden rief. Die aufstrebenden Cirksena witterten ihre Chance und verbanden sich 1433 selbstständig mit der Stadt Hamburg. Diese wollte der ostfriesischen Duldung der Seeräuber ein für alle Mal ein Ende bereiten und setzte daher auf einen starken Souverän in Ostfriesland. Mit Hilfe der Hanse eroberten die Cirksena 1433 Stadt und Burg Emden, wo eine Hansesche Garnison eingerichtet wurde. Die Hamburger ließen die Stadt mit einer stärkeren Befestigung versehen und richteten einen Rat der Bürger ein, indem sie das Kollegium von vermutlich vier Richtern, das dem eines Landesviertels vergleichbar war, aufwerteten. Auch die Entwässerung des Umlandes wurde neu geregelt und auf Emden konzentriert. Die Stadt, die durch die Auseinandersetzungen der Häuptlinge lange Zeit von ihrem Umland abgeschnitten war, konnte in dieser Zeit wirtschaftlich wieder erblühen, da ihr der Handel mit der Hanse offenstand.

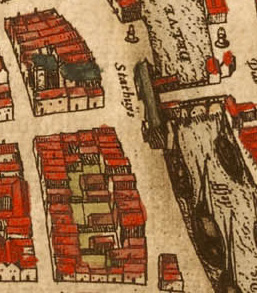
Das erste Rathaus in Emden (Ausschnitt aus einer Stadtansicht von Braun Hogenberg aus dem Jahr 1575)

1439 zog diese Garnison wieder ab und die Stadt wurde auf Treu und Glauben an die Cirksena übergeben, was bedeutete, dass die Stadt formal im Besitz der Hamburger blieb und die Cirksena sie zunächst nur verwahren und auf Wunsch an Hamburg zurückgeben sollten. Hierbei spielten wohl taktische Überlegungen im Zusammenhang mit dem Hansisch-niederländischen Krieg eine Rolle, der von 1438 bis 1441 tobte. Unter den Cirksena wurde die Stadtbildung formalrechtlich abgeschlossen, denn ab 1442 hatte die Stadt Bürgermeister. Ein regelrechtes Stadtrecht hatte Emden hingegen nicht. An seiner Stelle stand eine Reihe von bis ins 14. Jahrhundert zurückzuverfolgende Bestimmungen, die vor allem den Emder Handel betrafen und den Zugang fremder Kaufleute regelten. Tagte der Rat der Stadt noch bis mindestens 1453 up der koplude hus, so ist ab 1459 erstmals ein eigenes Rathaus über dem Brückentor am Delft nachzuweisen. 1458 ließ Ulrich Cirksena die Burg erheblich ausbauen.

## Erste Residenz der Cirksena (1464 bis 1561)
Ulrich Cirksena wurde 1464 von Kaiser Friedrich III. mit der Grafenwürde über Ostfriesland belehnt. Die feierliche Zeremonie fand im inzwischen nicht mehr existierenden Franziskanerkloster in Emden statt. Ulrich I. von Ostfriesland, wie er fortan hieß, machte die Emder Burg im Anschluss zu seiner Hauptresidenz. Unter den Cirksena wurde die Stadtbefestigung stark ausgebaut. Durch die Anlage eines neuen Siels wurden Hinte, Osterhusen und Westerhusen vom Meer abgeschnitten und verloren somit ihre Funktion als Hafenorte. Die Stadt wuchs in dieser Zeit weiter an und dehnte sich seit der zweiten Hälfte des 15. Jahrhunderts immer weiter in Richtung Norden aus, wo schließlich ein zweiter, der Neue Markt angelegt wurde.

Das 1495 verliehene Wappen Emdens

Wegen des Stapelzwanges kam es zu einem Wirtschaftskrieg mit Groningen und Münster, der erst endete, als der römisch-deutsche König und spätere Kaiser Maximilian I. dieses Privileg im November des Jahres 1494 bestätigte und festlegte, dass alle Schiffe, die auf der Ems aufwärts oder abwärts bei der Stadt Emden dort die Niederlage halten müssen. Inzwischen hatten sich die politischen und wirtschaftlichen Verhältnisse von Staat und Stadt so weit gefestigt, dass der Kaiser der Stadt „nach langem Bitten und Zahlung der sehr hohen Gebühren“ 1495 das heute noch genutzte Wappen verlieh, in dessen Gestaltung sich die damals noch enge Beziehung der Stadt zum Grafenhaus zeigt. Das Wappen zeigt in der oberen Hälfte einen Jungfrauenadler, die Wappenfigur der Cirksena.
Um 1500 hatte Emden etwa 3.000 Einwohner und war damit die bei weitem größte städtische Siedlung Ostfrieslands. Auch im Wirtschaftsleben der Region spielte die Stadt eine führende Rolle. Emden war der Umschlagplatz von der See- auf die Binnenschifffahrt. Vor allem die Verbindung emsaufwärts nach Westfalen spielte hierbei eine große Rolle. Emsabwärts wurde das Handlungsgebiet Emdens in der Nordsee von Amsterdam, Hamburg und Dithmarschen begrenzt und ging kaum über das Wattenmeer hinaus; am Hochseehandel hingegen hatte die Stadt noch keinen aktiven Anteil. Auch der Schiffbau war noch nicht stark ausgeprägt, so dass die Emder zu dieser Zeit einen Großteil ihrer Schiffe auswärts kauften.
Die Zweite Cosmas- und Damianflut am 25./26. September 1509 ließ nicht nur mehrere Dörfer im Dollart untergehen, durch diese Sturmflut wurde auch ein neues Flussbett der Ems geschaffen. Statt in einem weiten Bogen am Emder Stadtkern vorbeizufließen, nahm der Hauptarm der Ems nun den direkten Weg zur Nordsee, am Emder Stadtkern mit dem Hafen floss lediglich noch ein Nebenarm vorbei. In den folgenden mehr als drei Jahrhunderten hatte die Stadt daher mit der zunehmenden Verschlammung des Hafens zu kämpfen. Dies geschah nicht von heute auf morgen, sodass die Stadt im 16. und frühen 17. Jahrhundert dennoch zu ihrer größten Blütezeit aufsteigen konnte. Das wirtschaftliche Absinken danach hatte jedoch in dieser Flutkatastrophe auch eine natürliche Ursache.
Die Reformation hielt um 1520 Einzug in Emden. Federführend war dabei Georg Aportanus, der von Graf Edzard I. nach Emden gerufen wurde, wo er dessen Söhne Enno und Johann erziehen sollte und an der Großen Kirche in Emden eine Vikarie hatte. Spätestens ab 1524 begann er im evangelischen Sinne öffentlich hervorzutreten. Unter dem gräflichen Schutz trat er der altgläubigen Priesterschaft entgegen, und es entstand ein starker Gegensatz, sodass ihm das Predigen auf der Kanzel verboten wurde. Von der Richtigkeit seines Glaubens überzeugt, predigte er folgend vor den Toren der Stadt. Die Bürger Emdens forderten daraufhin wieder seine Einsetzung in der Kirche, dem die Anhänger der alten Lehre schlussendlich folgen mussten. Die folgende Zeit war von religiöser Liberalität und politischer Neutralität geprägt, auch weil die regierenden Grafen und späteren Fürsten von Ostfriesland zu schwach waren, um ein bestimmtes Bekenntnis durchzusetzen. Durch die Reformation wurde Emden zu einem bedeutenden Ort für den Buchdruck. Die Wiedertaufe von 300 Erwachsenen in einem Vorraum der Großen Kirche 1530 ist der Beginn der Täuferbewegung in Nordwestdeutschland und den Niederlanden. In dieser Zeit siedelten sich auch die ersten Juden in Emden an. Erstmals erwähnt werden sie in den Jahren 1558 und 1571. Ab 1589 führte die Stadt Emden ein Schutzgeldverzeichnis mit den Namen der Emder Juden.

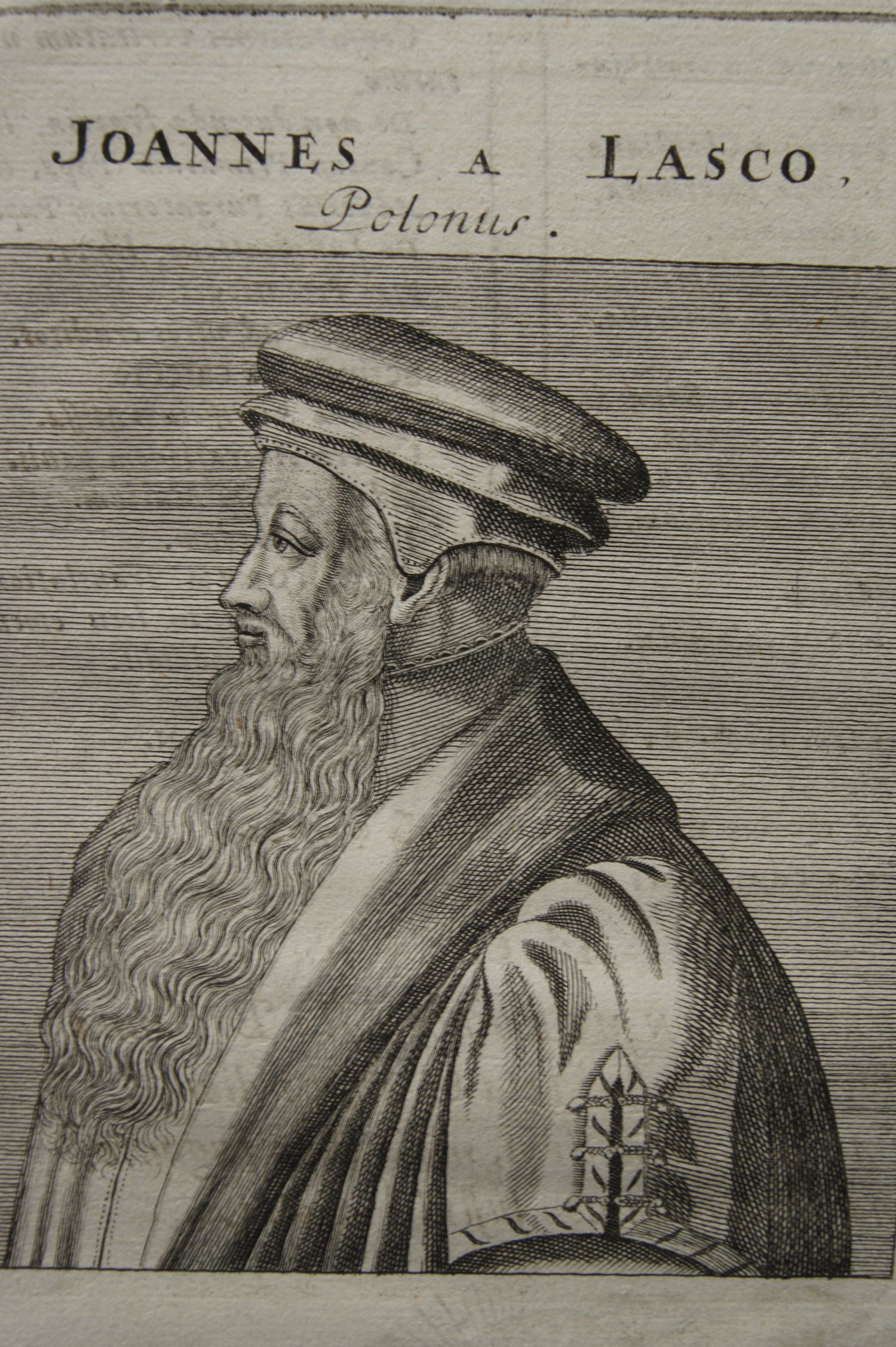
Johannes a Lasco

1543 setzte die ostfriesische Gräfin Anna den europäischen Reformator Johannes a Lasco als ersten Superintendenten in Emden ein. Lasco hielt dieses Amt bis 1549 inne und war 1554/55 wieder in Emden. Er bildete in der Emder Gemeinde ein Presbyterium aus Predigern und Ältesten, gründete 1544 den Coetus der reformierten Prediger Ostfrieslands, war 1546 Mitverfasser des „Großen Emder Katechimus“ und schrieb 1554 den „Kleinen Emder Katechismus“, der in Ostfriesland bis ins 20. Jahrhundert hinein verwendet wurde. Zeitweise sah es so aus, als ob Emden neben Genf und Wittenberg ein drittes reformatorisches Zentrum werden könnte. Nach a Lasco wirkten in der Stadt Reformatoren wie Albert Hardenberg.
Der ostfriesische Graf Edzard II., strikt lutherisch gesinnt, verlegte 1561 seine Residenz vom reformierten Zentrum Emden nach Aurich, das in den folgenden Jahrhunderten Regierungssitz blieb.

## Das „Goldene Zeitalter“ (1561 bis 1611)

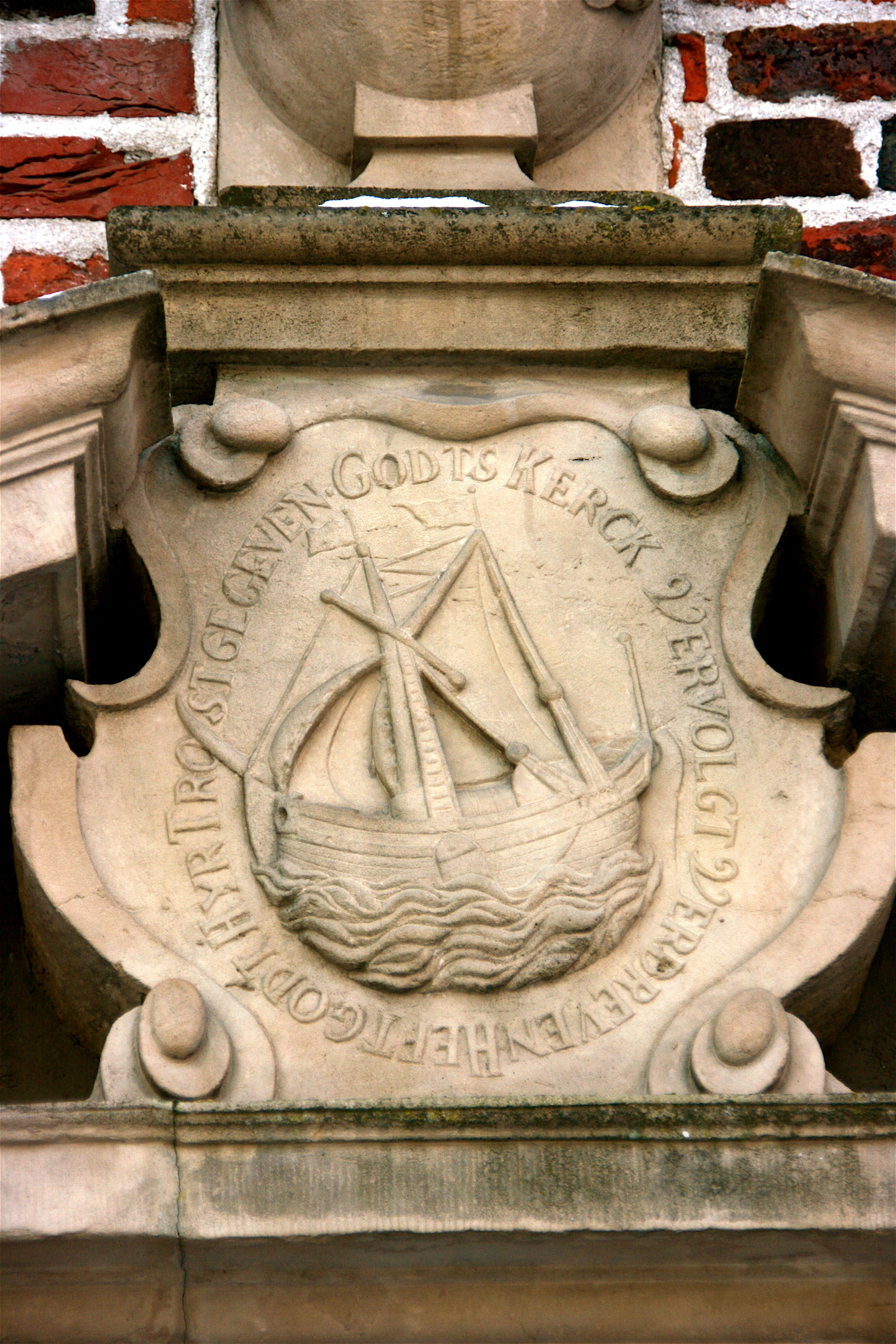
Das Schepken Christi

Bereits ab Mitte der 1540er Jahre hatten erste Religionsflüchtlinge und ihre Sympathisanten die Niederlande verlassen, als die spanischen Könige Karl V. und Philipp II. die Reformierten gewaltsam unterdrückten. Einen wesentlichen Schub in ihrer Entwicklung erhielt die Stadt durch die Freiheitskämpfe in den Niederlanden. Dadurch strömten zwischen 1570 und 1600 bis zu 6000 reformierte niederländische Flüchtlinge nach Emden. Die Kaufleute und Handwerker suchten Zuflucht in der calvinistischen Stadt, die sich politische Neutralität und wirtschaftliche Unabhängigkeit bewahrt hatte. In der Duldung der mennonitischen Minderheit kam zudem eine gewisse religiöse Toleranz zum Ausdruck. Gräfin Anna unterstützte die Ansiedlung der Flüchtlinge. Ihre große Zahl führte zwar zu logistischen Problemen, trug aber mittelfristig erheblich zur Prosperität der Stadt bei. Durch die Aufnahme dieser Exilanten wurde Ostfriesland, insbesondere aber Emden, in dieser Zeit politisch, wirtschaftlich und religiös stark geprägt. Dankbare Nachkommen der Flüchtlingsfamilien stifteten 1660 am Ostportal der Großen Kirche, die als „moederkerk“ („Mutterkirche“) bezeichnet wurde, ein Relief mit dem „Schepken Christy“ („Schiffchen Christi“) und der Inschrift: „Godts kerck, vervolgt, verdreven, heft Godt hyr trost gegeven“ („Der Kirche Gottes, verfolgt, vertrieben, hat Gott hier Trost gegeben“). Das Portal überstand 1943 die Bombenangriffe unbeschadet. Heute ist das Segelschiff mit der Inschrift das Siegel der Evangelisch-reformierten Kirche. Aufgrund der gemeinsamen niederländischen Sprache waren die Flüchtlinge in der großen reformierte Gemeinde integriert und prägten diese. Daneben entstand eine französische reformierte Gemeinde, die bis ins 19. Jahrhundert ihre Selbstständigkeit bewahrte.
Um den weit zerstreuten niederländischen Flüchtlingsgemeinden eine Kirchenordnung zu verleihen, wurde 1571 die Emder Synode einberufen. Sie war die erste Nationalsynode der niederländischen Reformierten, die eine dreistufige Synodalstruktur nach dem Prinzip der Subsidiarität entwickelten. Ohne öffentliches Aufsehen und ohne Beteiligung der Stadt wurde die Synode vom 4. bis 13. Oktober 1571 durchgeführt. Tagungsort war das vormalige Zeughaus am Falderntor, die spätere alte Stadthalle, die im Zweiten Weltkrieg völlig zerstört wurde. Die Emder Synode war wichtige Station in der Konstituierung der niederländischen reformierte Kirche, hier der Niederdeutsch-Reformierte Kirche, dem Vorläufer der Protestantischen Kirche in den Niederlanden. Der Prediger Menso Alting förderte ab 1575 die Durchsetzung des Calvinismus in Emden. Im Frühjahr 1578 fand mit dem Emder Religionsgespräch eine bedeutende Disputation zwischen den Reformierten und Mennoniten statt.

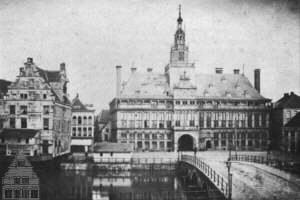
Das Emder Rathaus, hier um 1880, wurde 1576 fertiggestellt

Die Blockade der niederländischen Häfen durch die Spanier ließ zudem Reeder und Kaufleute in den nächsten sicheren Ort ausweichen. Als neutraler Hafen konnte Emden große Teile seines Handels an sich ziehen und durch fachliche Kenntnisse, sein Kapital und seine Handelsverbindungen zeitweise zum größten Hafen Europas aufsteigen. Die Stadt unterhielt nun Handelsverbindungen von Westfalen über England bis Skandinavien. 1564 verlegten auch die Merchant Adventurer ihren Tuchstapelplatz vorübergehend von Antwerpen nach Emden, später nach Hamburg.

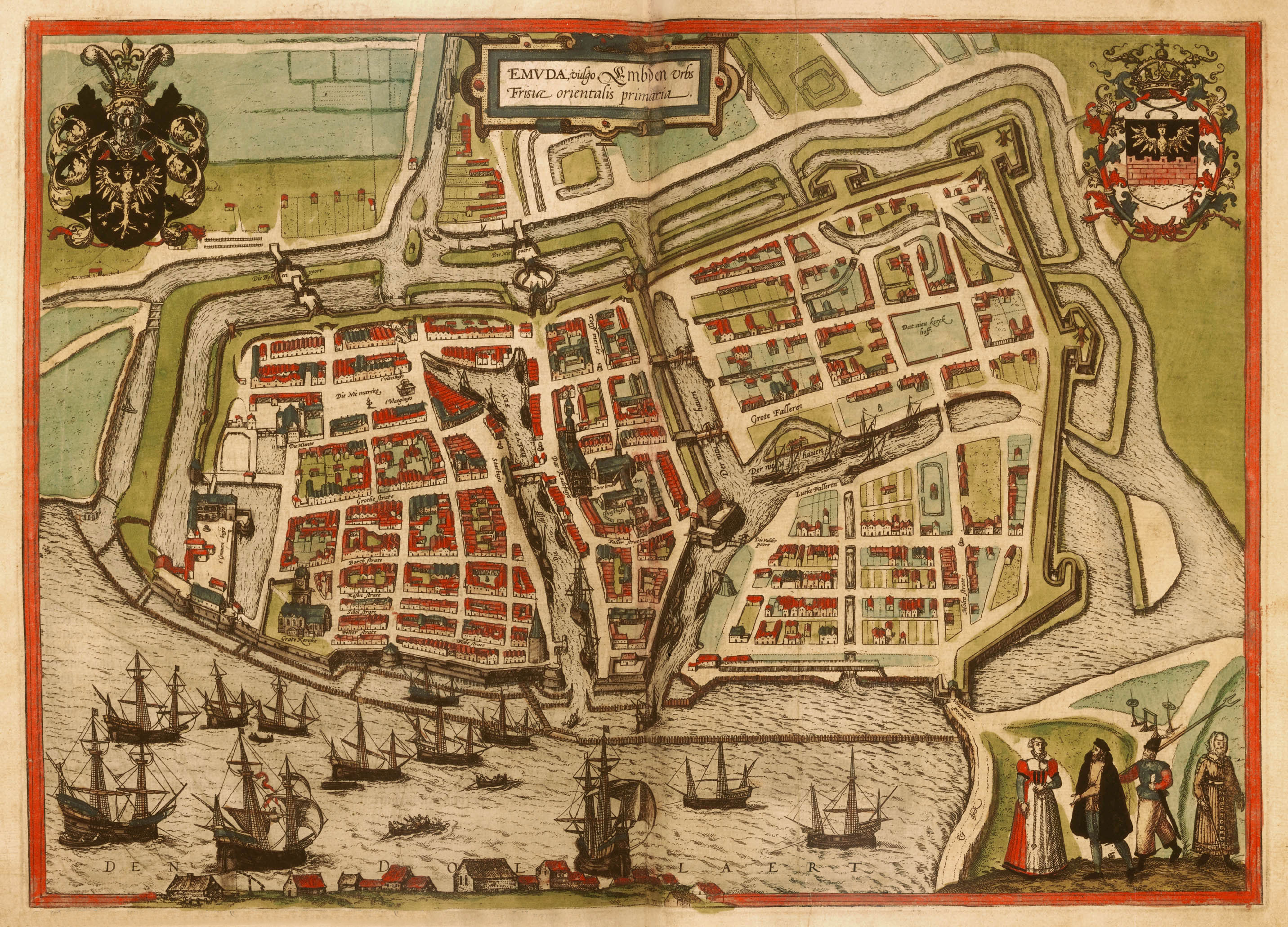
Emden um 1575. Gut zu erkennen sind die Stadterweiterung in Richtung Faldern und die ersten Bastionen des Stadtwalls

Die Einwohnerzahl der Stadt schwoll durch die vielen Flüchtlinge, aber auch durch den Wirtschaftsboom, der durch sie ausgelöst wurde, stark an. Zählte Emden 1550 noch etwa 5000 Einwohner, so hatte sich die Zahl 20 Jahre später vervierfacht.

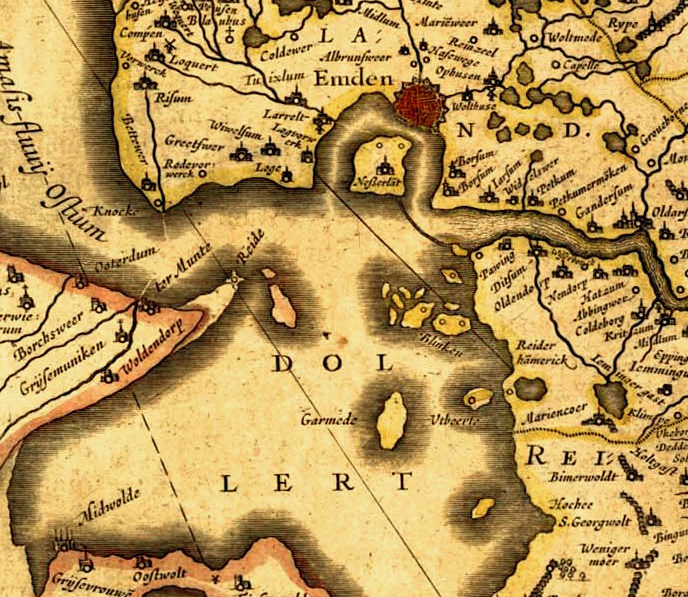
Emden und die Ems mit dem Nesserlander Höft um 1600

Um die Ems wieder in ihr altes Bett zu zwingen, ließ die Stadt ab 1581 eine etwa 4,5 km lange Spundwand aus Eichenstämmen, den sogenannten Nesserlander Höft, errichten. 1616 war dieses Bauwerk fertiggestellt.
Die Stadt wurde in dieser Zeit sehr wohlhabend, was sich unter anderem am Rathaus ausdrückt, das 1574–1576 nach Plänen des Antwerpener Stadtbaumeisters Laurens van Steenwinckel errichtet wurde. Der Bau des Rathauses belastete die Stadt mit 56.000 Gulden.
Nach mehreren Steuererhöhungen setzten die Emder Bürger im Zuge der Emder Revolution den von dem Grafen Edzard II. eingesetzten Rat der Stadt im Jahr 1595 ab und nahmen die gräfliche Burg ein. Mit dem Vertrag von Delfzijl vom 15. Juli 1595 musste sich der Graf verpflichten, auf den Großteil seiner Rechte in Emden zu verzichten.
Die Niederlande unterstützten dieses Unternehmen, indem sie eine Schutztruppe nach Emden schickten, die erst 1744 nach dem Tod des letzten Cirksena und dem folgenden Übergang von Ostfriesland an Preußen wieder abzog. Emden erreichte als „Satellit“ der Niederlande de facto die Stellung einer freien Reichsstadt und schloss sich mit dem reformierten Südwesten immer enger an die calvinistische Kirche der Niederlande an. Dadurch wurde im Laufe des 17. Jahrhunderts Niederländisch zur Standardsprache des gehobenen Bürgertums in Emden.
1604 wurde Johannes Althusius Syndikus der Stadt Emden.

## Vom Osterhusischen Akkord zum westfälischen Frieden (1611 bis 1648)

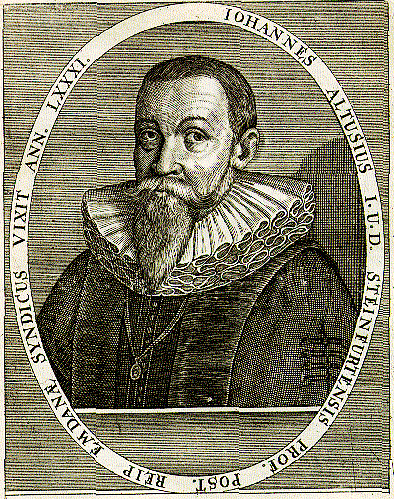
Johannes Althusius prägte von 1604 bis zu seinem Tode 1638 als Syndikus die Geschicke Emdens (Kupferstich 1650)

Innenpolitische Gegensätze zwischen dem Grafen Enno III. und der Stadt Emden entluden sich trotz wiederholter Einigungsversuche wie dem Vergleich von Delfzijl von 1595, der Emder Konkordate von 1599 und dem Haager Vergleich von 1603 seit 1609 in militärischen Aktionen der Emder ständischen Garnison gegen den Grafen. So kam es unter anderem zur Besetzung von Aurich und Greetsiel durch die ständischen Truppen.
Unter dem Druck und der Vermittlung der niederländischen Generalstaaten als Garantiemacht wurde auf einem allgemeinen Landtag in Osterhusen am 24. Mai 1611 ein Vertrag zwischen dem Grafen und den Ständen geschlossen, der das beiderseitige Verhältnis in 91 Artikeln regelte. Die Stände setzten darin eine weitgehende Beschränkung der gräflichen Befugnisse durch, vor allem auf finanziellem Gebiet, insbesondere der Steuererhebung.
Die Stadt hatte kurz vor Beginn des Dreißigjährigen Krieges 18.000 bis 19.000 Einwohner, darunter zwischen 5.000 und 6.000 niederländische Flüchtlinge. Von 1606 bis 1616 hatten der städtische Baumeister Gerhart Evert Pilooth, später beraten durch den niederländischen Festungsbaumeister Johan van Valckenburgh, die Stadt durch die Anlegung des Emder Walls auf den neuesten Stand der Verteidigungstechnik gebracht. Dadurch war die Stadt im Dreißigjährigen Krieg vor dem Zugriff auswärtiger Heerführer geschützt, während der Rest der Grafschaft große Not zu leiden hatte. Truppen des protestantischen Heerführers Ernst von Mansfeld rückten 1622 auf die Stadt vor und besetzten einige Dörfer in der Umgebung. In die Stadt selbst hatten Mansfeld und seine Soldaten jedoch nie einen Fuß setzen können. Die Emder Stadtoberen ließen den nahe der Stadt lagernden Söldnerführer vielmehr wissen, sie seien „der zuversicht, daß unß pestilentz, hunger und kummer balldt voneinander scheiden werden“. Die Stadt selbst war von der ausgebrochenen Pest in Ostfriesland in keiner Weise betroffen, im Umland hingegen gab es viele Tote.
In der Folgezeit litt Emden stärker unter den Belastungen des Krieges. Immer mehr Flüchtlinge aus der Grafschaft drängten sich in ihren Mauern. Auch der Unterhalt der Stadtbefestigung und des Nesserlander Höfts verschlangen Unsummen, weshalb die Unterhaltungsarbeiten an der Spundwand im Dollart 1631 aufgegeben werden mussten. Das Höft wurde in der Folgezeit von den Fluten der Ems wieder zerstört.
1621 erließ Den Haag ein Torfausfuhrverbot, da das waldarme Land den Brennstoff selbst benötigte. Emden hatte bis dahin einen Gutteil seines Torfbedarfs aus der dem Oldambt (Provinz Groningen) gedeckt, zu einem kleineren Teil aus dem Saterland. In den Wirren des Dreißigjährigen Krieges stockten auch die saterländischen Torflieferungen. Die vier Emder Kaufleute Simon Thebes, Claas Behrends, Cornelius de Rekener und Gerd Lammers suchten daher bei Graf Ulrich II. von Ostfriesland um eine Genehmigung zur Gründung einer Fehnkolonie zum Abbau des Torfes. Nach der gräflichen Zustimmung wurde 1633 Großefehn gegründet, die erste Fehnsiedlung Ostfrieslands. Von Großefehn aus wurde mit kleinen Schiffen Torf nach Emden transportiert.
In den Jahren 1629 bis 1631 erwarb die Stadt weitere umliegende Herrlichkeiten am rechten Ufer der unteren Ems. Aus dem Besitz der Familie Frese in Uttum und Hinte kamen die Herrlichkeiten Groß- und Klein-Borssum, später auch Jarßum und Widdelswehr hinzu, wofür Emden zusammen etwas mehr als 21.000 ostfriesische Gulden zahlte. 1631 schließlich erwarb Emden die flächengrößte seiner Herrlichkeiten, Oldersum, mitsamt den umliegenden Dörfern Gandersum, Rorichum, Tergast und Simonswolde. Dafür zahlte die Stadt rund 60.000 Reichstaler. Bis auf die Herrlichkeit Petkum beherrschte Emden damit das gesamte untere rechte Emsufer. Die Erwerbungen, aus geografisch-strategischen Erwägungen vorgenommen, sollten nach dem Willen der Emder Stadtführung künftig auch einem weiteren Zweck dienen: Durch die Herrlichkeiten erhoffte sich Emden etwa ab 1636 Sitz und Stimme in der Ritterschaftskurie der Ostfriesischen Landschaft. Dieses Ansinnen wurden von den anderen Ständen jedoch erfolgreich abgelehnt.
Die Tatsache, dass die Stadt während des Krieges nicht eingenommen wurde, zeigt sich auch im städtebaulichen Fortkommen. Neben dem Hafentor, dem einzigen heute noch erhaltenen Stadttor Emdens, wurde in den Jahren von 1643 bis 1648 die Neue Kirche nach Plänen des Emder Ratsbaumeisters Martin Faber errichtet. Es handelte sich um den ersten nachreformatorischen Kirchenbau der Stadt.

## Behauptung gegenüber der Landesherrschaft, Stagnation im Wirtschaftsleben (1648 bis 1744)
Die Jahrzehnte nach dem Dreißigjährigen Krieg standen im Zeichen fortwährender Auseinandersetzungen des ostfriesischen Grafenhauses und der Landstände. Neben der Frage des Unterhalts und der Verfügungsgewalt über die ständische Garnison ging es dabei auch um Steuerfragen, vor allem jene über Höhe und Verwendung der eingenommenen Gelder.

„Symptomatisch dafür ist der Disput über die von Graf Enno Ludwig 1654 […] beantragte Aufnahme in den Reichsfürstenstand. Von Emden wegen der damit verbundenen erhöhten Repräsentationskosten kritisch darauf angesprochen, leugnete er noch im April 1654 strikt ab, eine solche Initiative ergriffen zu haben, worauf die Stadt sich süffisant bereit erklärte, ihm die Abschrift eines offenbar ohne seine Zustimmung auf dem Reichstag eingebrachten Antrags zukommen zu lassen, und im übrigen an das Sprichwort erinnerte: Lieber ein reicher Graf als ein armer Fürst. Enno Ludwig und seinen Räten müssen bei der Lektüre dieser Frechheit die Ohren geklungen haben.“

Enno Ludwig wurde 1654 vom Kaiser in den persönlichen Fürstenstand erhoben, nachdem er kinderlos gestorben war, schließlich sein Bruder Georg Christian in den erblichen. Somit konnte er die Tochter des württembergischen Herzogs, Christine Charlotte, heiraten, die nach Georg Christians Tod 1665 für 25 Jahre Ostfriesland vormundschaftlich für ihren Sohn regierte. Die Fürstin vertrat gegenüber den Ständen einen absolutistischen Machtanspruch, was die Landstände sich schließlich hinter der Stadt Emden als mächtigstem Gegenspieler der Landesherrschaft sammeln ließ.

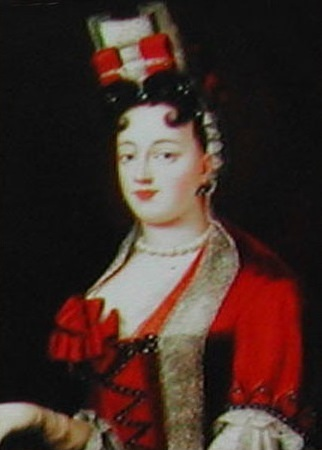
Christine Charlotte vertrat einen absolutistischen Machtanspruch

Die Niederlande, die in der Goldenen Zeit der Stadt Protektor der Emder Interessen gegenüber dem ostfriesischen Fürstenhaus waren, waren seit der Mitte des 17. Jahrhunderts in mehrere Kriege, vor allem mit England, verwickelt, und hielten sich aus innerostfriesischen Streitigkeiten zumeist heraus. Sie näherten sich zudem dem ostfriesischen Grafenhaus an, was in der Stadt Emden und bei den Landständen Misstrauen hervorrief. In der Tat marschierten in den 1660er Jahren zweimal münstersche Truppen des Fürstbischofs Christoph Bernhard von Galen in Ostfriesland ein, beide Male mit Zustimmung des ostfriesischen Fürstenhauses. Ein weiterer Einmarsch münsterscher Truppen 1676 führte schließlich zu bürgerkriegsähnlichen Zuständen, da Fürstin Christine Charlotte die Truppen auf sich vereidigen ließ, nachdem der Bischof sie entlassen hatte. Die Truppen eroberten unter anderem die Emder Herrlichkeiten, darunter Oldersum mit seiner Burg, um aus den Ländereien Steuern einzutreiben, die die Fürstin bis dahin vergeblich von der Stadt zu bekommen gehofft hatte. Die Emder reagierten mit der Aufstellung von Bürgerkompanien, die Landstände schlugen sich auf die Seite der Stadt. In den folgenden zwei Jahren kam es mit wechselnden Erfolgen auf beiden Seiten, jedoch mit größeren Erfolgen der ständischen Truppen, zu Scharmützeln, bis 1678 auf Druck des Kaisers die (ehemals) münsterschen Truppen wieder abzogen.

„Die Düpierte war Christine Charlotte, die sich trotz aller Anstrengungen schließlich ohne militärische Machtmittel wiederfand und ihrem Ziel, unabhängiger von den Ständen zu werden als ihre Vorgänger, noch immer keinen Schritt näher gekommen war. Den Landständen aber waren die Ereignisse dieser zwei Jahre eine bittere Lehre. Die Erfahrung, weitgehend hilflos den Pressionen der Landesherrschaft ausgesetzt zu sein, wenn diese nur einiges Militär in der Hand hatte, muß wie ein Schock für sie gewesen sein, verstärkt durch die immer deutlicher werdende Erkenntnis, daß die Generalstaaten, die 1672 selbst gegen Frankreich mit dem Rücken zur Wand gestanden hatten, nur noch sehr bedingt bereit oder in der Lage waren, ihnen […] beizustehen […]. Es [war] daher klar, daß Emden und die Stände neue Protektoren brauchten, wenn sie auf Dauer ihre Stellung gegenüber der Landesherrschaft behaupten wollten.“

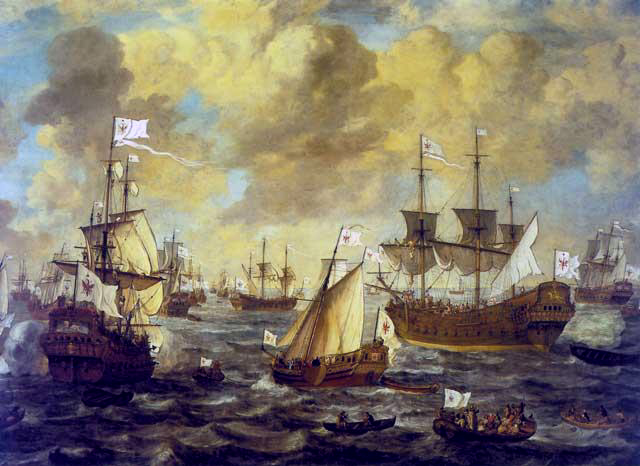
Kurbrandenburgische Flotte mit dem Flaggschiff Friedrich Wilhelm zu Pferde vorne links

Die Stadt fand diesen in Brandenburg-Preußen, das seinerseits Interesse hatte, dem Vorbild der Niederlande zu folgen und zu einer dominierenden Handels- und Wirtschaftsmacht aufzusteigen. Dafür brauchten die Brandenburger einen Hafen an der Nordsee. Am 22. April 1683 konnten sie einen Handels- und Schifffahrtsvertrag mit Emden aushandeln, die Unterzeichnung eines Geheimvertrags zwischen Emden und den Ständen einerseits sowie Brandenburg andererseits folgte am 22. September 1682. In der Nacht vom 14. auf den 15. November desselben Jahres landeten brandenburgische Truppen in Greetsiel und setzten sich auf der dortigen Burg fest. Auch nach Emden wurden brandenburgische Soldaten beordert. Proteste der Fürstin verhallten ungehört. Der Große Kurfürst verlegte daraufhin seine Brandenburgisch-Afrikanische Compagnie von Pillau nach Emden, das an den Gewinnen der Kompanie beteiligt werden sollte. Ein wirtschaftlicher Erfolg der Gesellschaft blieb jedoch aus, sodass sie 1711 aufgelöst wurde. 1684 wurde auch die Admiralität der Kurbrandenburgischen Marine eingerichtet.
Die Weihnachtsflut von 1717 richtete zwar in Emden nur geringe Schäden an. Im gesamten Amt Emden wurden 53 Todesopfer verzeichnet, 34 völlig und 59 teilweise zerstörte Häuser. Mehr als 900 Tiere (Pferde, Kühe, Schweine und Schafe) ertranken in den Fluten. Im Vergleich zu den Ämtern im Norden Ostfrieslands war dies jedoch wenig: Im Amt Norden starben 282 und im Amt Berum 585 Menschen. Stark betroffen von der Flut waren jedoch die Krummhörn und der heutige Westen des Stadtgebiets mit den Dörfern Larrelt, Wybelsum, Logumer Vorwerk und Twixlum.
Im Gegensatz zum benachbarten Oldenburger Land dauerte es mehrere Jahre, um die Deiche wieder zu reparieren, was vor allem auf Geldmangel zurückzuführen ist, aber auch auf Streit darüber, wer die Lasten zu tragen hat. So wurden in den folgenden mehr als fünf Jahren durch neue Sturmfluten die teils nur notdürftigen Reparaturarbeiten an den Deichen wieder zunichtegemacht und das Land überflutet. Jede Flut brachte Salzwasser mit sich, das den Boden so lange unfruchtbar bleiben ließ, bis Regen das Salz wieder ausgewaschen hatte.
Im Konflikt zwischen dem Fürsten und den Ständen um die Steuerhoheit, nicht zuletzt zur Behebung der Flutschäden, zettelte die Stadt 1724 den sogenannten Appell-Krieg an, bei dem sie letztlich unterlag. Dadurch war sie politisch isoliert und wirtschaftlich stark geschwächt. Die Emder Herrlichkeiten wurde sequestriert. In dieser Situation setzte die Stadt auf brandenburgische Hilfe, um ihre wirtschaftliche Position und die bestehenden Privilegien wiederzuerlangen. Im Gegenzug sollten dafür die Ostfriesischen Stände die preußische Anwartschaft in Ostfriesland anerkennen. Am 14. März 1744 wurden mit dem Abschluss der Emder Konvention vornehmlich wirtschaftliche Regelungen vereinbart. Des Weiteren stützte sich Preußen auf das von Kaiser Leopold I. 1694 ausgestellte Recht auf Belehnung des Fürstentums Ostfriesland für den Fall fehlender männlicher Erben. Trotz des Widerstands des Königreichs Hannover sollte sich Preußen im Bemühen um Ostfriesland durchsetzen.

## Preußen, Niederlande und Frankreich (1744 bis 1815)

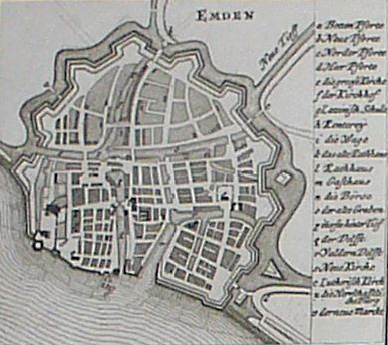
Emden um 1730

Nach dem Tod des letzten Fürsten von Ostfriesland, Carl Edzard aus dem Hause Cirksena (Regierungszeit 1734–1744), fiel Ostfriesland im Zuge einer Exspektanz an Preußen. Bereits wenige Tage nach dem Tode des Grafen marschierten 80 preußische Grenadiere von Emden nach Aurich und besetzten das gräfliche Schloss. Der Einzug der preußischen Verwaltung bedeutete für Emden schnell das Ende des Daseins als „Staat im Staate“.
1751 gründete der preußische König Friedrich der Große die Emder Ostasiatische Handelskompanie, deren Schiffe überseeische Waren (vor allem Tee und Porzellan) aus dem chinesischen Kanton nach Emden brachten. Zu diesem Zweck wurde der Emder Hafen zum Freihafen erklärt und war damit einer der ältesten Europas. Der Ausbruch des Siebenjährigen Krieges im Jahre 1756 führte allerdings schon nach kurzer Zeit den Niedergang der Handelskompanie herbei, sodass sie 1765 aufgelöst wurde.

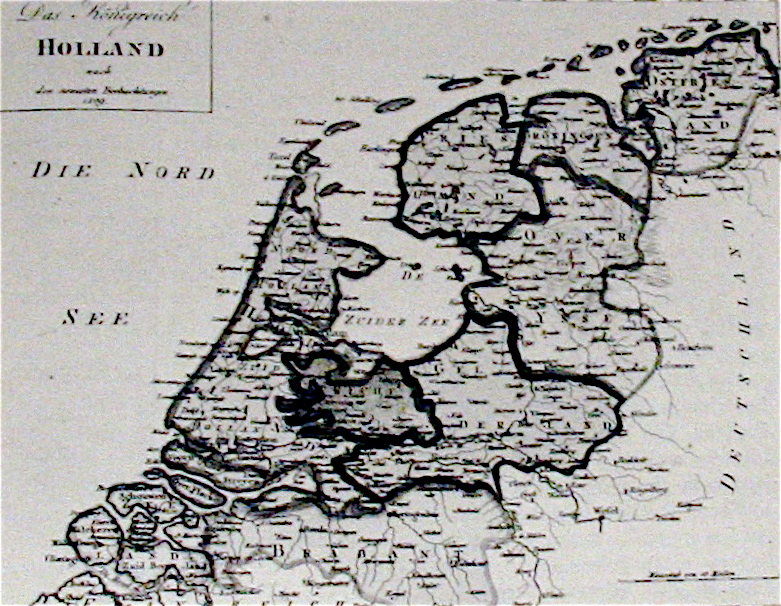
Karte des Königreichs Holland mit Ostfriesland (rechts oben)

In den Jahren 1798 bis 1800 wurde zwischen Emden und Aurich der Treckschuitenfahrtskanal, später Treckfahrtstief genannt, angelegt, der durch die heutige Gemeinde Ihlow führte. Mit Schuten, die von Pferden getreidelt wurden, beförderte die Treckfahrtsgesellschaft Post, Stückgut und Passagiere, woher der Kanal seinen Namen erhalten hat. Beim Mittelhaus nahe Riepe wurden die Pferde gewechselt. Federführend bei der Planung des Kanals war der aus Horsten stammende Wasserbauingenieur Tönjes Bley. Die Gesellschaft konnte sich nicht langfristig etablieren, da der Plan, den Kanal durch die gesamte ostfriesische Halbinsel zu führen, nicht zuletzt an Finanzierungsmängeln scheiterte. Erst in den Jahren 1880 bis 1888 wurde der Plan aus dem Beginn jenes Jahrhunderts umgesetzt, den Kanal weiter fortzuführen. Er wurde bis Wilhelmshaven verlängert und fortan Ems-Jade-Kanal genannt. Für die Treckfahrtsgesellschaft kam dies zu spät: Der Bau von Chausseen und Bahnlinien in Ostfriesland bedeutete in den 1860er Jahren das Aus für den regelmäßigen Schiffsverkehr nach Aurich.
Bereits 1806 wurde Emden von niederländischen Truppen besetzt. Im Frieden von Tilsit 1807 wurde Ostfriesland auch formell an das Königreich Holland abgetreten. Die neuen Landesherren beendeten die Monopolstellung Emdens in der Emsschifffahrt, was noch Jahrzehnte nachwirkte: Das „Portofrancorecht“ (also der Freihafen) fiel, ebenso der Emder Schiffszoll auf der Ems und das Stapelrecht. Der Stadt gingen damit erhebliche Einnahmen verloren. In der Reichenbacher Konvention wurde 1813 festgelegt, dass Ostfriesland nach dem Ende des Krieges gegen Napoleon an das Königreich Hannover fallen sollte. Der Wiener Kongress bestätigte dies. Federführend war dabei das mit Hannover in Personalunion verbundene Großbritannien. Die Briten verhinderten somit zunächst die neuerliche Etablierung Preußens in Emden und damit an der Nordseeküste.

## Die Hannoversche Zeit (1815 bis 1866)
Die Februarflut 1825, die am 3. und 4. Februar dieses Jahres wütete, zeigte noch einmal auf, wie gefährdet Emden weiterhin durch Sturmfluten war. Sie kostete zwar nur ein Menschenleben, was im Vergleich zu früheren Sturmfluten äußerst wenig war. Bis auf wenige höher gelegene Straßen auf der alten Warft stand allerdings die ganze Stadt unter Wasser. Der materielle Schaden war beträchtlich. Die Februarflut war die letzte schwere Sturmflut, die auf die Emder Kernstadt übergriff.
Der Hafenumschlag litt in der ersten Hälfte des 19. Jahrhunderts nicht nur unter dem zunehmenden Verschlickungsproblem. Durch den Wegfall der Emder Vorrechte beim Handel sah sich die Stadt auch zunehmender Konkurrenz durch Leer und Papenburg ausgesetzt. Im Jahr 1840 übertraf Leer einmal den Emder Hafenumschlag, was davor oder danach nicht wieder vorkam. Allerdings befand sich der gesamte ostfriesische Seehandel während dieser Zeit auf einem niedrigen Niveau. Die Agrarkrise in mehreren Jahren hatte mit dem folgenden Einbruch der Exporte landwirtschaftlicher Produkte Auswirkungen auf einen der Hauptumschlagzweige des Hafens.

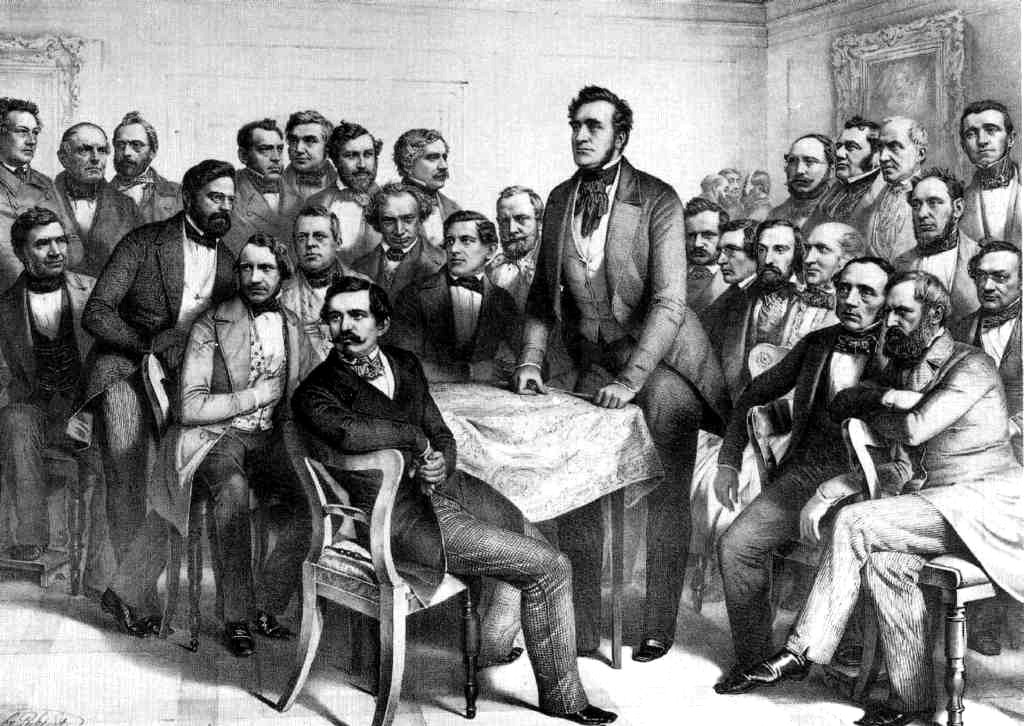
Casino-Fraktion des Parlaments

Die Revolution von 1848/49 fand auch in Emden tiefen Widerhall. Links- und Rechtsliberale wie auch Konservative diskutierten in neu gegründeten Zeitungen über das „Ob“ und „Wie“ einer deutschen Einigung. In das Frankfurter Paulskirchenparlament wurde der rechtsliberale Emder Reeder und Kaufmann Ysaac Brons entsandt. Er gehörte dort der Casino-Fraktion an.
Auf lokaler Ebene verlangten Liberale die Auflösung des Stadtrats und des Magistrats und die Neubestimmung nach allgemeinem und gleichem Wahlrecht, konnten sich jedoch nicht durchsetzen. Am 5. März 1849 gründete sich in Emden ein Allgemeiner Arbeiter-Verein. Für den Februar 1850 wird von der Einrichtung einer „Krankenlade“, einer Art Krankenversicherung, berichtet. Im selben Jahr folgte ein Arbeiter-Gesangverein. Im April des Jahres lag die Mitgliederzahl des Allgemeinen Arbeiter-Vereins bei 145, bei einer Gesamteinwohnerzahl von ungefähr 12.000. Von durchschlagender politischer Wirkmächtigkeit war der erste Emder Arbeiterverein nicht: Er löste sich am 21. Mai 1851 auf. Mit ihm verschwanden Krankenlade und Gesangverein.
Seit den 1840er Jahren wurde die Infrastruktur Emdens ausgebaut. Mit finanzieller Unterstützung des Königreichs gingen die Emder vor allem das Problem der zunehmenden Verschlickung des Hafens an. Zwischen 1845 und 1849 wurde das Emder Fahrwasser ausgehoben, das den Hafen der Stadt wieder mit der Ems verband. Abgeschlossen wurde es durch ein neues Siel, das auch als Schleuse nutzbar war. Das Problem der Entwässerung des Hinterlandes war damit jedoch noch nicht behoben. Weiterhin musste zwischen den Interessen der Stadt, die vor allem in einem starken Sielzug des Wassers zur natürlichen Entschlickung des Hafens bestand, und einer möglichst kontinuierlichen Entwässerung des Hinterlandes, was Anliegen der Landwirte war, entschieden werden. Die Entscheidung fiel im Großen und Ganzen zugunsten der Hafenwirtschaft aus. Im Zuge der Anlegung des Fahrwassers wurden zugleich der Stadtpolder und der Königspolder eingedeicht, der die spätere Süderweiterung des Hafens möglich machte.

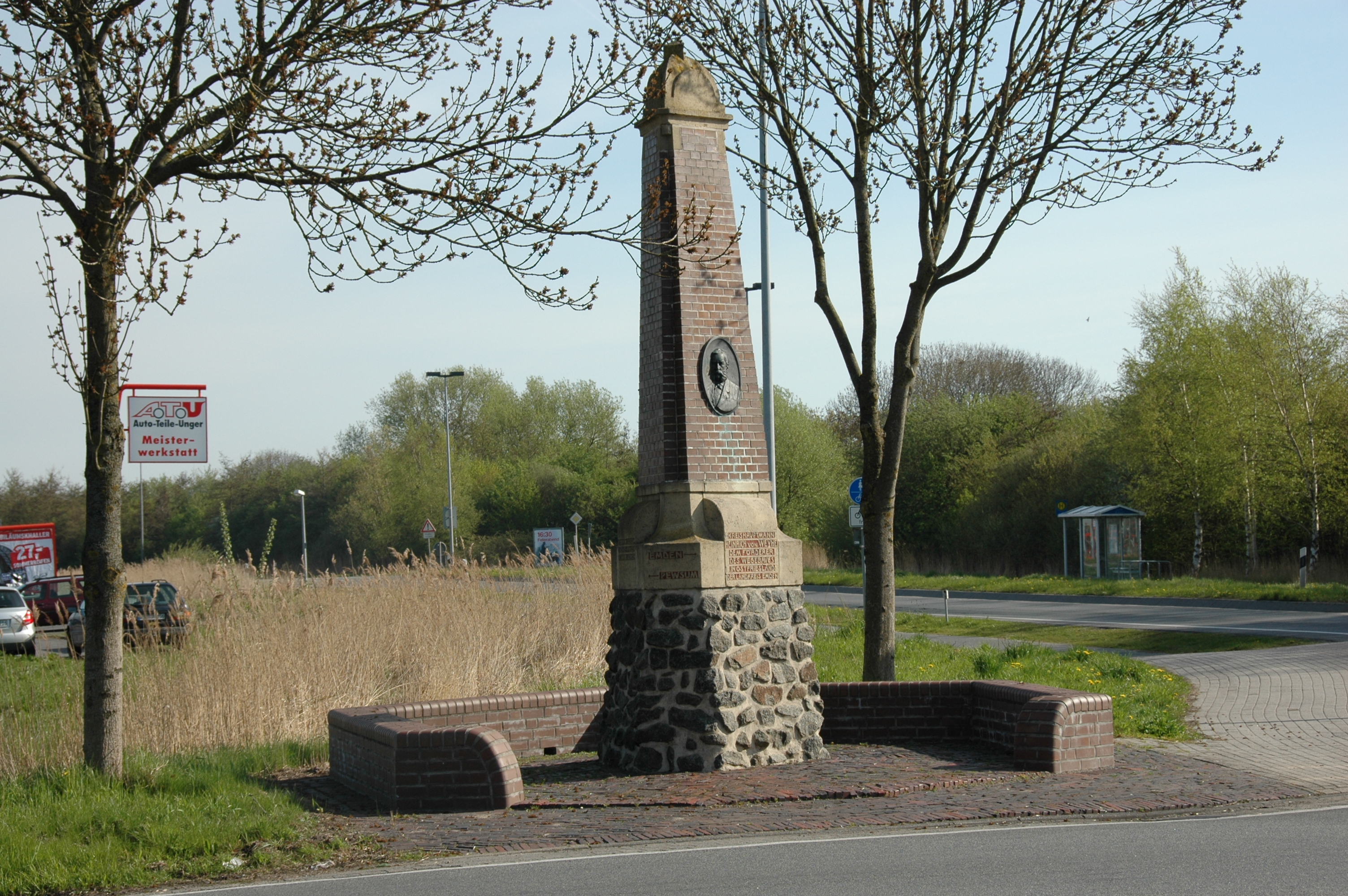
Denkmal für den Kreishauptmann Heinrich von Weyhe, 1820–1887, Förderer des Wegebaus in Ostfriesland

Die Ostfriesische Landschaft, damals noch die Ständevertretung mit politischem Charakter, engagierte sich in den Jahren ab 1840 finanziell im Straßenbau. 1842 wurde eine Chaussee von Emden nach Aurich angelegt, die aus Klinkersteinen gebaut wurde. Es handelte sich um eine der ersten Steinstraßen Ostfrieslands. Ein Anschluss an Norden kam zwei Jahre später hinzu. Pewsum wurde über Hinte 1859 an das Straßennetz angeschlossen, die Strecke ist Vorläufer der heutigen Landesstraße 3. Gleichwohl waren noch über weitere Jahrzehnte die Kanäle zu den umliegenden Dörfern die primären Verkehrswege, zumindest für den Gütertransport. Allein in der Torfschifffahrt verzeichneten die städtischen Behörden in den späten 1850er und frühen 1860er Jahren zwischen knapp 5000 und fast 6000 Schiffsbewegungen über die Emder Kanäle. Dorfschiffer übernahmen die Versorgung der umliegenden Orte mit Gütern aus der Stadt und lieferten in der Gegenrichtung landwirtschaftliche Produkte: „Vom Sielhafenort transportierten kleinere Schiffe, sog. Loogschiffe, die umgeschlagene Fracht ins Binnenland und versorgten die Marschdörfer (loog = Dorf). Bis ins 20. Jahrhundert belebten die Loogschiffe aus der Krummhörn die Kanäle der Stadt Emden.“
In diese Zeit fiel der Bau der Hannoverschen Westbahn von Emden nach Rheine mit Fortsetzung nach Münster. Der Emder Bahnhof wurde am 20. Juni 1856 fertiggestellt. Durch die Westbahn wurde Ostfriesland an das nationale Eisenbahnnetz angeschlossen – 21 Jahre, nachdem die erste Eisenbahn in Deutschland überhaupt fuhr. Die Westbahn wurde als „großartiger Schritt für das wirtschaftliche Wachstum Emdens“ gesehen. Durch die Bahnanbindung rückte Westfalen näher an Ostfriesland heran. Landwirtschaftliche Produkte aus der Region konnten nun schneller in Richtung Süden transportiert werden, Westfalen mit seiner im Wachsen begriffenen Industrie war ein wichtiges Absatzgebiet.
Ein Gaswerk wurde 1861 eingeweiht. Seit dem 10. Oktober jenes Jahres brannten die ersten mit Gas beleuchteten Laternen Emdens: „Nach der Eisenbahn und den Dampfschiffen war diese Anlage ein weiterer Vorbote des sich anbahnenden Industriezeitalters.“

## Aufstieg zur Industriestadt (1866 bis 1914)
Die „Rückkehr“ nach Preußen wurde in Emden und Ostfriesland im Allgemeinen begrüßt. Die Annexion des Königreichs Hannover durch Preußen, so hofften viele Emder, würde auch wirtschaftlich wieder bessere Zeiten bringen. Für Ostfriesland hatte die „erste“ preußische Herrschaft von 1744 bis 1806 ein Wiederaufleben der Moorkultivierung und erfolgreiche Neueindeichungen gebracht, für Emden im Besonderen eine – wenn auch bescheidene – Belebung des Handels nach Jahrzehnten der Stagnation.
Die Hoffnungen blieben nicht unerfüllt. In den Jahren zwischen den deutschen Einigungskriegen und dem Ersten Weltkrieg verzeichnete Emden einen deutlichen Aufschwung in der industriellen Entwicklung. Bereits 1867 wurde eine Papierfabrik eröffnet (sie blieb bis um 1900 größter Arbeitgeber der Stadt mit zirka 160 bis 180 Beschäftigten), 1875 folgte die Cassens-Werft. Zudem wurde durch den Lückenschluss der Eisenbahnstrecke (Bremen-)Oldenburg-Leer (1869) nun auch ein durchgehender Bahnanschluss nach (Süd-)Osten geschaffen.

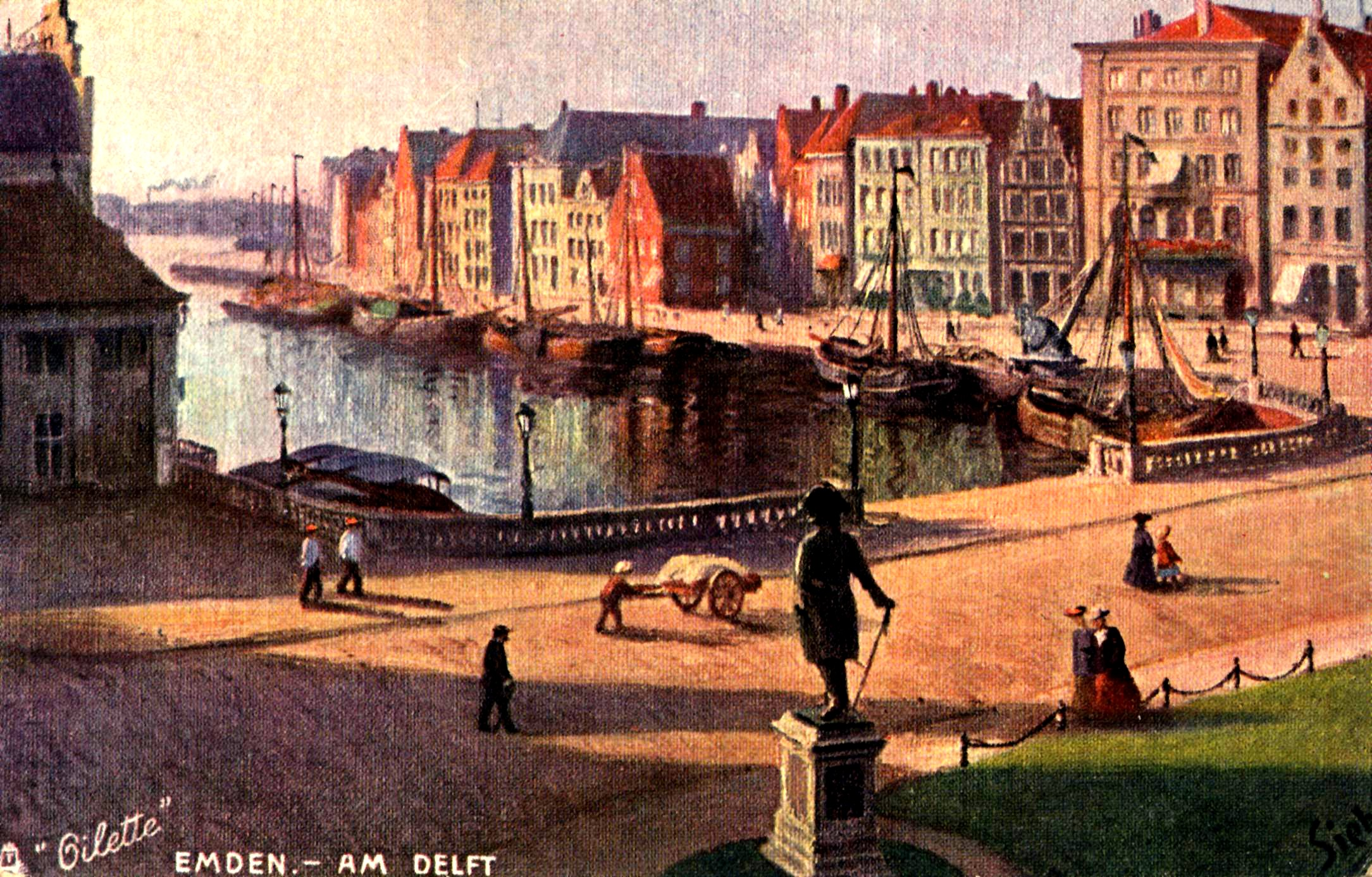
Partie am Ratsdelft 1913

Der Aufstieg zu einer bedeutenden Hafen- und Industriestadt ist untrennbar mit dem Namen von Leo Fürbringer (1843–1923) verknüpft. Er amtierte als Oberbürgermeister von 1878 bis 1913; diese Zeit trägt noch heute seinen Namen: die „Ära Fürbringer“. In jenen Jahrzehnten wurde der Emder Hafen zum Seehafen des Ruhrgebietes ausgebaut, eine industrielle Entwicklung schloss sich an.
Im Zusammenspiel mit dem Emder Abgeordneten im Preußischen Landtag, Carl Schweckendieck, machte sich Fürbringer für den Ausbau der Hafenanlagen stark. Dabei kamen Emden die Autarkiebestrebungen des Deutschen Reiches zugute: Man wollte eine eigene Verbindung zwischen dem Ruhrgebiet und der See, um von der niederländischen Rheinmündung unabhängig zu sein. Der Emder Hafen bot dabei gute Voraussetzungen, da er der westlichste Seehafen Deutschlands war und die Entfernung vom rheinisch-westfälischen Industrierevier nach Emden kürzer war als zu allen anderen deutschen Seehäfen – abgesehen von Papenburg und Leer, die jedoch ein deutlich flacheres Emsfahrwasser aufwiesen.

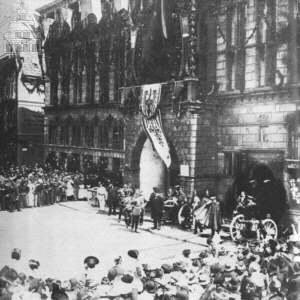
Aufnahme vom Besuch Kaiser Wilhelm II. am 2. Juli 1902 zur Einweihung des neuen Emder Hafens

Außer der in den 1850ern fertiggestellten Bahnstrecke zwischen Emden, Münster und dem Ruhrgebiet gab es jedoch nur wenig Transportmöglichkeiten. Insbesondere fehlte eine Anbindung für Binnenschiffe. Daher erfolgte etwa in den Jahren zwischen 1880 und 1900 ein deutlicher Ausbau der Binnenlandverbindungen des Emder Hafens. In erster Linie ist hier der Bau des Dortmund-Ems-Kanals (1892–1899) zu nennen, ergänzt um den Ems-Seitenkanal von Oldersum nach Emden. Zwischen 1880 und 1888 kam der Ems-Jade-Kanal hinzu. Dieser verband Emden mit Wilhelmshaven und sollte zugleich der Entwässerung weiter Teile des Auricherlandes dienen. Im Zuge dieses Baus wurde auch die in Europa einzigartige Kesselschleuse erbaut (1886/1887). Die seewärtige Erreichbarkeit des Emder Hafens wurde im Jahre 1888 entscheidend verbessert, als nach zweijähriger Bauzeit die Nesserlander Schleuse eingeweiht wurde.
Die Ostfriesische Küstenbahn wurde am 15. Juni 1883 eröffnet. Bei der preußischen Kreisreform 1885 wurde Emden eine kreisfreie Stadt.

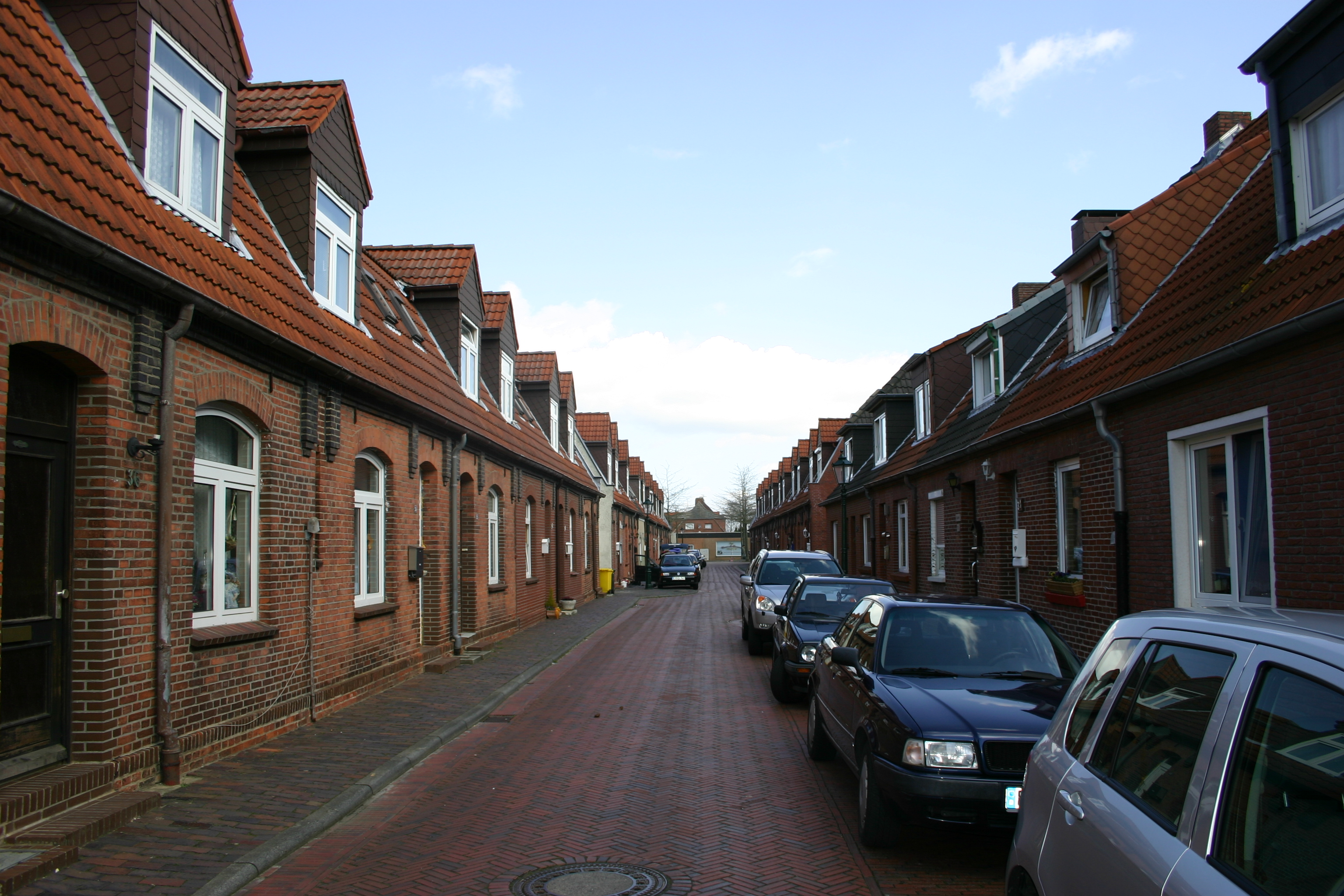
Blick in die Wilgumer Straße, historischer Kern des Arbeiterviertels Port Arthur/Transvaal

1903 wurden die Nordseewerke gegründet, doch schon nach wenigen Jahren geriet der Betrieb in wirtschaftliche Schieflage – die Stadt Emden musste zum Erhalt der Werft und der Arbeitsplätze eingreifen. Durch den Einstieg des Ruhr-Industriellen Hugo Stinnes (1911) gelang der endgültige Durchbruch zu einer modernen Werft. Die Großwerft war bis in die frühen 1970er Jahre der größte Industriebetrieb Emdens. 1913 wurde als weitere große Infrastrukturmaßnahme die Große Seeschleuse eingeweiht. Mit einer Binnenlänge von 260 Metern galt sie zu diesem Zeitpunkt als eine der größten Seeschleusen der Welt. Mit dem Bau wurde auch ein neues Hafenbecken angelegt, der Neue Binnenhafen. Hier wurden vornehmlich Erze und Kohle umgeschlagen, für das oder aus dem Ruhrgebiet.
Der Hafen und die neuen Industriebetriebe konnten ihren Arbeitskräftebedarf nicht allein aus der Emder Bevölkerung decken. Neben Ostfriesen, die aus dem Umland in die Seehafenstadt zogen (so sie nicht pendelten), kamen auch Arbeiter aus anderen deutschen Landesteilen nach Emden. Da der Wohnraum nicht ausreichte, wurde ab 1901 ein neuer Stadtteil für die Hafenarbeiter erbaut, der später in jenem Jahrzehnt dann den Doppelnamen Port Arthur/Transvaal erhielt. Mit der Zunahme der Industriebetriebe und des Hafenumschlags wurde Emden gemeinsam mit Leer allmählich zum Dreh- und Angelpunkt der Sozialdemokratie in Ostfriesland. Erstmals traten die Sozialdemokraten am 6. Oktober 1889 anlässlich des Reichstagswahlkampfes öffentlich in Erscheinung. Zum größten Streik vor dem Ersten Weltkrieg kam es 1905, als etwa 200 Hafenarbeiter zwischen dem 18. November und dem 30. Dezember in den Ausstand traten. Auch in anderen Branchen kam es in jener Zeit zu Streiks.
Der Erste Weltkrieg bedeutete für den Emder Hafen einen Einbruch beim Umschlag. Lag dieser im Jahre 1913 noch bei 1,55 Mio. Tonnen bei der Einfuhr und 1,68 Mio. Tonnen bei der Ausfuhr, so kam er während des Krieges nicht über eine sechsstellige Summe bei Einfuhr und Ausfuhr hinaus (Ausnahme: 1918 betrug die Ausfuhr 1,07 Mio. Tonnen). Den Tiefststand verzeichnete der Hafen 1919, als die Einfuhr 414.000 Tonnen und die Ausfuhr 488.000 Tonnen betrug – Werte, die im 20. Jahrhundert nur noch am Ende des Zweiten Weltkriegs unterboten wurden.
Die Kaiserliche Marine nutzte Emden als Kriegshafen. Die Nordseewerke bauten neben Minensuchbooten auch Fischdampfer, die ebenfalls zur Minensuche verwendet werden konnten. Außerdem reparierte die Werft zahlreiche Marinefahrzeuge. Vom Stützpunkt Emden lief am 30. April 1915 das U-Boot U 20 unter dem Befehl von Kapitänleutnant Walther Schwieger aus, das wenige Tage später vor der Küste Irlands das Passagierschiff Lusitania versenkte. Der Untergang kostete 1198 Menschen das Leben und trieb die Vereinigten Staaten stärker als zuvor auf die Seite der Entente.
Die Versorgungslage in der Stadt musste durch eine Vielzahl von Ämtern geregelt werden. Lebensmittel wurden rationiert, zur Unterbindung des Preiswuchers richteten die Stadtoberen ein „Wucheramt“ ein. Im Krieg fielen 531 Emder Soldaten.

## Weimarer Republik (1919 bis 1933)
Am 8. November bildete sich ein Arbeiter- und Soldatenrat, der die militärische und zivile Gewalt in der Seehafenstadt übernahm. Nach dem Einmarsch von Regierungstruppen am 27. Februar 1919 wurde er am 1. März des Jahres ausgelöst. In den Wintermonaten der Jahre 1918/19 kam es von Emden aus zu so genannten „Speckumzügen“ von Arbeitern zu den Bauern umliegender Dörfer, bei denen Lebensmittel geraubt wurden.

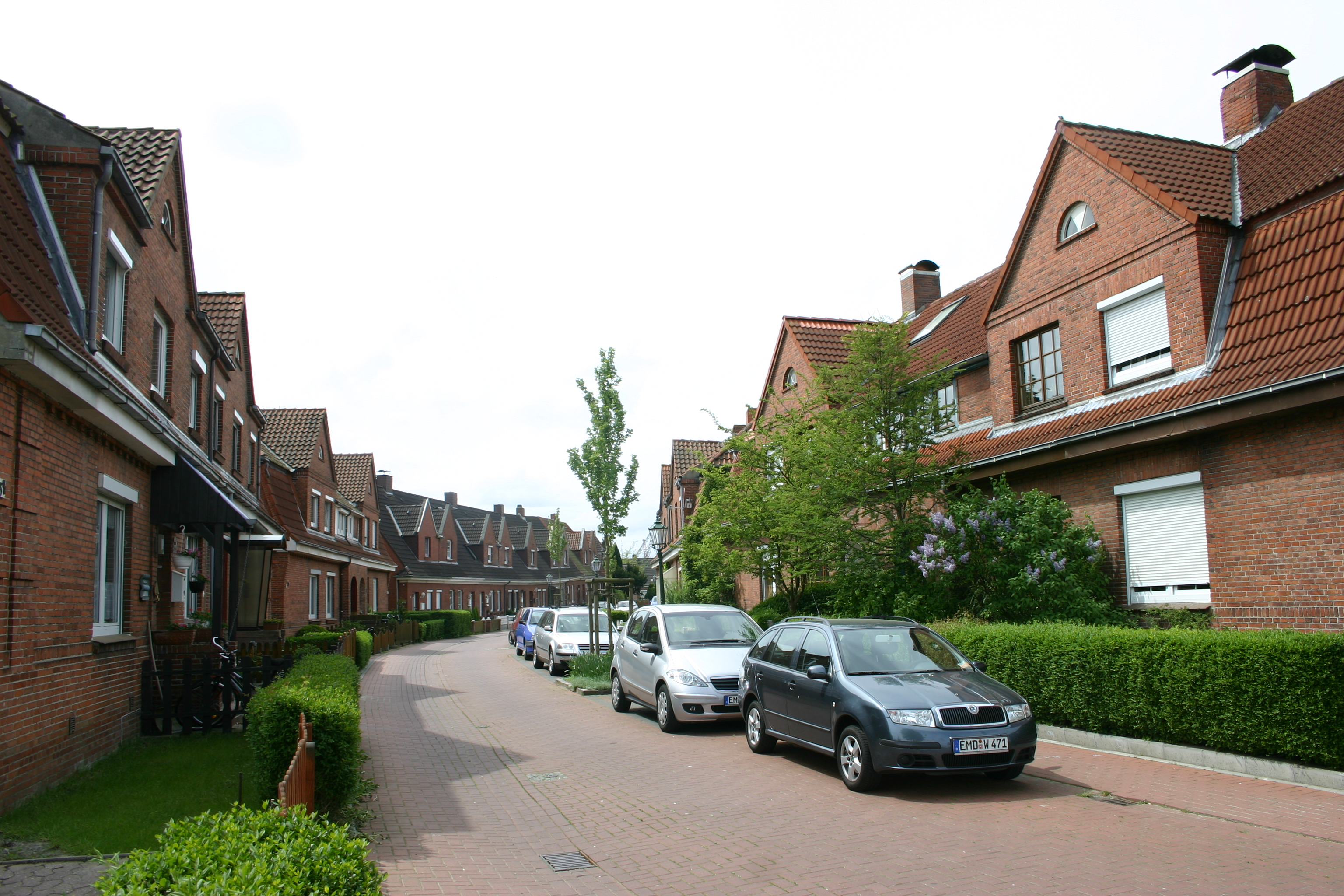
Juiststraße in Emden-Friesland: Arbeiterkolonie mit Grünland

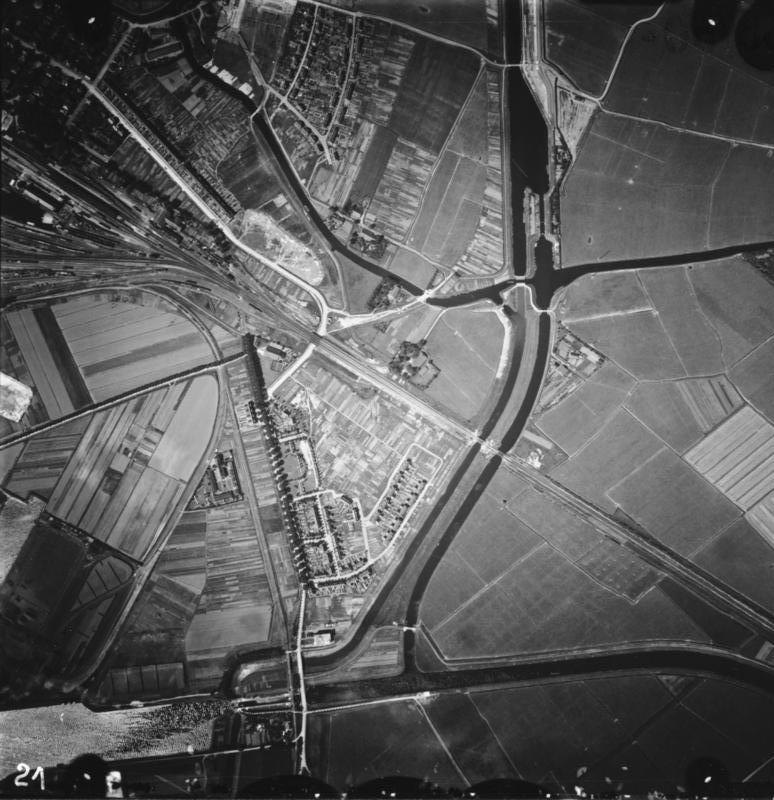
Kolonie Friesland (östlich der Allee in der Bildmitte) zu ihrer Entstehungszeit: Die ersten Häuser sind gebaut

Neue soziale Errungenschaften kamen mit dem Beginn der Weimarer Republik. Äußerlich sichtbares Zeichen einer neuen Sozialpolitik war der soziale Wohnungsbau, der in den 1920er Jahren in Emden vorangetrieben wurde. Es entstanden neue Stadtteile, andere wurden mit neuen Wohnblöcken ausgebaut. Als Beispiel einer Arbeitersiedlung, die auch die landwirtschaftliche Selbstversorgung (oder die Nahrungsmittel-Ergänzung) berücksichtigte, gilt die Kolonie Friesland, die für die Beschäftigten der Nordseewerke von der Werft erbaut wurde. Der Stadtteil Conrebbersweg entstand gleichermaßen in der Zeit der Weimarer Republik. Die dortigen Siedlungshäuser umfassten Grundstücke von einer Größe, die auch landwirtschaftlichen Nebenerwerb erlaubte. Auch der Beamten-Bau- und Wohnungsverein Emdens ließ vornehmlich im Behördenviertel neue Wohnblöcke und Häuserzeilen errichten, zudem an der Petkumer Straße den noch heute bestehenden längsten Häuserblock Emdens. Neben dem noch bestehenden Beamtenbau-Verein wurde 1924 auch die aus der Arbeiterbewegung heraus gegründete (und ebenfalls noch bestehende) Wohnungsbaugenossenschaft „Selbsthilfe“ gegründet. Durch viele Wohnungsneubauten stark gewachsen sind in den Jahren der Weimarer Republik auch das Herrentorviertel und der westliche Teil des Stadtteils Barenburg. Die Infrastruktur wie Schulen und Kindergärten oder öffentliche Grünanlagen kamen in jener Zeit über das Planungsstadium jedoch nicht hinaus. Ebenfalls neu angelegt wurde in den Jahren der Weimarer Republik der Stadtteil Tholenswehr, er war jedoch im Gegensatz zu den großen Wohnungsbauerweiterungen als Einfamilienhaussiedlung für Gutverdienende angelegt.
In Emden gab es aufgrund der sozioökonomischen Struktur der Stadt während der Weimarer Republik nicht nur eine starke sozialdemokratische Bewegung, auch die Kommunistische Partei war sehr aktiv und konnte bei Wahlen im Reichsvergleich überdurchschnittliche Ergebnisse erzielen (s. Tabelle). Es gab einen „(…) erheblichen kommunistischen Einfluß unter den Hafenarbeitern, den Belegschaften der Fischverarbeitungsbetriebe und Werften, den Matrosen der Heringsfangflotte (…).“

Notgeld der Stadt Emden aus dem Jahr 1923

In den Jahren 1921 und 1922 kam es zu einem weltweiten Konjunktureinbruch. Am 3. Juli 1922 hatte die Mark noch ein Hundertstel des Wertes vom August 1914, am 3. Oktober 1922 nur noch ein Tausendstel bis schließlich im November 1923 der Kurs für einen US-Dollar 4,2 Billionen Mark entsprach. Als die Rentenmark eingeführt wurde, waren der Wohlstand der Bauern und ihre finanziellen Rücklagen bis auf kümmerliche Reste dahingeschmolzen. Erschwerend kam für Emden hinzu, dass die Besetzung des Ruhrgebiets durch Frankreich die Stadt von ihrer Lebensader abschnitt und die heimische Industrie, namentlich den Schiffbau, lahmlegte. All dies führte zu einem Erstarken der radikalen politischen Flügel. In der von seiner Schiffsindustrie geprägten Stadt Emden profitierte die KPD von den Entlassungen auf den Werften.
Am 11. August 1928 wurde vom Gymnasiasten Johann Menso Folkerts die Ortsgruppe der NSDAP gegründet. Blieb sie zunächst bei Wahlen noch unbeachtet, so steigerte sich ihr Anteil bei den Wahlen bis 1933 erheblich. Auch auf lokaler Ebene legten die Nationalsozialisten zu. Sie machten sich unter anderem die finanzielle Situation zu Nutze: Die Stadt war in den späten Jahren der Weimarer Republik (und auch darüber hinaus) stark verschuldet. Obgleich viele Einwohner durchaus nicht unvermögend waren, hob der Magistrat die Steuern nicht an, um die Schulden abzubauen. Die Steuersätze blieben vielmehr klar unter dem Durchschnitt der Nachbarstädte. Die NSDAP sprach in Wahlkämpfen daher von Misswirtschaft.

## Zeit des Nationalsozialismus
Am 12. März 1933 fanden die letzten freien Gemeinderatswahlen der 1930er Jahre statt. Die NSDAP profitierte dabei bereits von Freiheits- und Pressebeschränkungen und errang die meisten Sitze, wenn auch nicht die absolute Mehrheit der Stimmen. Sie kam allerdings „aus dem Stand“ (nach den vorherigen Wahlen 1929 war sie nicht im Rat der Stadt vertreten) auf 13 Sitze. Die Kampffront Schwarz-Weiß-Rot errang in der Stadtverordnetenversammlung acht Sitze, die SPD sieben, die KPD sechs und die DDP einen. Im Juli 1933 forderten die Abgeordneten die Absetzung des OB Mützelburg. Er galt den Nationalsozialisten als unzuverlässig, weil er als Polizeisenator gegen die vorgegangen war. Besonders tat sich dabei der junge Kreisleiter Johann Menso Folkerts hervor. In einer Besprechung über Personalangelegenheiten am 16. Oktober 1933 im Rathaus warf Folkerts dem Oberbürgermeister eine Sabotage der Personalpolitik vor. Der Oberbürgermeister Mützelburg wurde von einer Menschenmenge aus NSDAP-Anhängern und SA-Leuten mit Gewalt aus seinem Büro gezerrt und zwangsweise durch die Stadt geführt. Er gab daraufhin sein Amt „aus gesundheitlichen Gründen“ ab. Neuer Bürgermeister wurde im November Hermann Maas, dem jedoch ein gespaltenes Verhältnis zu Folkerts mit vielen Querelen letztlich den Job in Emden kostete. Daher kam es 1937 zu einem Ringtausch der Oberbürgermeister von Emden, Delmenhorst und Wilhelmshaven. Maas ging nach Delmenhorst, der dortige Bürgermeister Wilhelm Müller nach Wilhelmshaven und dessen OB Carl Renken nach Emden.
Im März 1933 wurden politische Gegner von den Nationalsozialisten in „Schutzhaft“ genommen. Dies betraf in erster Linie Kommunisten. So fragte der Oberbürgermeister beim Regierungspräsidenten in Aurich an, ob er 13 Kommunisten in Konzentrationslager abtransportieren lassen könne. Für die kommunistische Untergrundbewegung war der Emder Hafen in den Jahren von 1933 bis 1937 ein wichtiger „Umschlagplatz“. In der ersten Verfolgungswelle im Frühjahr 1933 kamen dort Kommunisten, Sozialdemokraten und Gewerkschafter aus dem gesamten Reichsgebiet an, die sich wegen der starken Überwachung des Bremer Hafens dort nicht blicken lassen konnten. Mit Hilfe niederländischer Kommunisten wurden sie über das Wattenmeer ins Nachbarland transportiert. Die kommunistische Untergrundbewegung blieb noch mehrere Jahre aktiv. Mit der Massenverhaftung von rund 70 Beteiligten fand dies erst 1937 ein Ende.

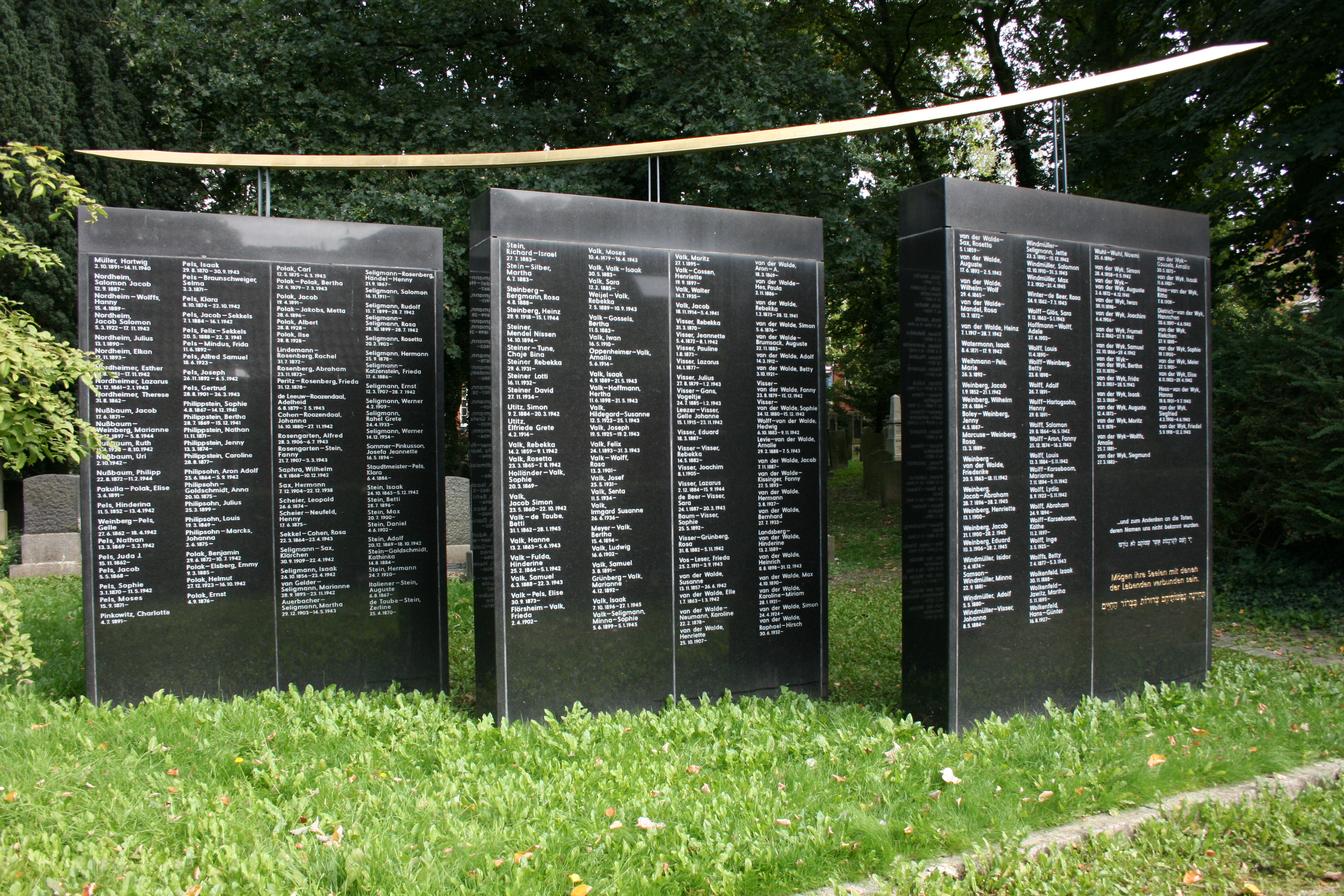
Mahnmal für die ermordeten Juden auf dem Friedhof an der Bollwerkstraße

Für die jüdische Bevölkerung begann die Zeit der Vertreibung und Diskriminierung. Dies veranlasste viele der ansässigen Juden zur Flucht. Unter den schon 1933 geflohenen Juden befand sich auch Max Windmüller, der sich in den Niederlanden unter seinem Decknamen Cor später dem Widerstand der Gruppe Westerweel anschloss und viele jüdische Kinder und Jugendliche rettete. Zeitungsmeldungen zufolge emigrierten von 1933 bis 1938 130 Personen, 50 verzogen in andere Städte. Nach einer anderen Quelle lebten am 1. September 1938 noch 430 Juden in der Stadt, was bedeuten würde, dass etwa ein Viertel der jüdischen Bevölkerung Emden von 1933 bis zum Herbst 1938 – vor der Reichspogromnacht – verlassen hatte.
In der Nacht vom 9. auf den 10. November 1938 beteiligten sich die Emder NSDAP und die SA an den von der Reichsleitung der Nationalsozialisten befohlenen und den örtlichen Parteibefehlshabern organisierten Ausschreitungen gegen die Juden. Die Synagoge wurde niedergebrannt und alle männlichen Juden wurden in das Konzentrationslager Sachsenhausen deportiert, aus dem sie erst nach Wochen zurückkehren konnten. Die Diskriminierung hielt weiter an. Ende Januar 1940 führte eine Initiative ostfriesischer Landräte und des Magistrats der Stadt Emden zu der Weisung der Gestapo-Leitstelle Wilhelmshaven, wonach Juden Ostfriesland bis zum 1. April 1940 verlassen sollten. 1941 gehörte Emden zu den ersten zwölf Städten im Reich, aus denen Juden in den Osten deportiert wurden. Die letzten jüdischen Einwohner wurden 1942 deportiert.
Am 31. März 1940 wurde Emden erstmals von englischen Flugzeugen angegriffen und bombardiert. Die wohl größte Katastrophe, die jemals in Emden stattfand, war die Bombardierung durch alliierte Bomberverbände während des Zweiten Weltkrieges, als am 6. September 1944 mehr als 80 Prozent des Stadtgebiets zerstört wurden. Von alliierten Bombereinheiten wurden in mehreren Wellen etwa 1.500 Sprengbomben, 10.000 Brandbomben und 3.000 Phosphorbomben abgeworfen.
Am Ende des Krieges hatten 1.121 Emder Soldaten ihr Leben gelassen, 316 Einwohner der Stadt waren bei Luftangriffen und sonstiger Kriegseinwirkung ums Leben gekommen. Der verheerende Bombenangriff am 6. September 1944 hatte 78 Prozent der bei Kriegsbeginn rund 10.000 Häuser völlig zerstört oder unbewohnbar gemacht. Unter den zerstörten Gebäuden waren neben dem Rathaus auch das (einzige) Krankenhaus, acht von zehn Schulen sowie mehrere Brücken. Darüber hinaus waren von den Industrie- und Gewerbebetrieben der Stadt etwa 55 Prozent zerstört.

## Wiederaufbau (1945 bis 1964)
Nach Kriegsende konnten die meisten der Evakuierten nicht in die ausgebombte Stadt zurück. „So bat auf der Landrätekonferenz am 15. Juni 1945 der Emder Oberbürgermeister, keinen Druck auf Emder Evakuierte auszuüben, nach Emden zurückzukehren, da die Unterbringung in Emden auf große Schwierigkeiten stoße.“
Nach Kriegsende gab es Überlegungen auf Seiten der Niederlande, weite Teile Deutschlands, darunter auch Emden, zu annektieren. Konkrete Ansprüche erhoben die Niederlande dann allerdings neben einigen Grenzstreifen vor allem auf den Dollart, die Emsmündung und Borkum. Durch Einpolderung und die Umleitung des Flussbetts sollte Emdens Hafen „trockengelegt“ werden, um den Seehandel auf Delfzijl umzuleiten. Die Annexion scheiterte jedoch am Widerstand der Westalliierten.

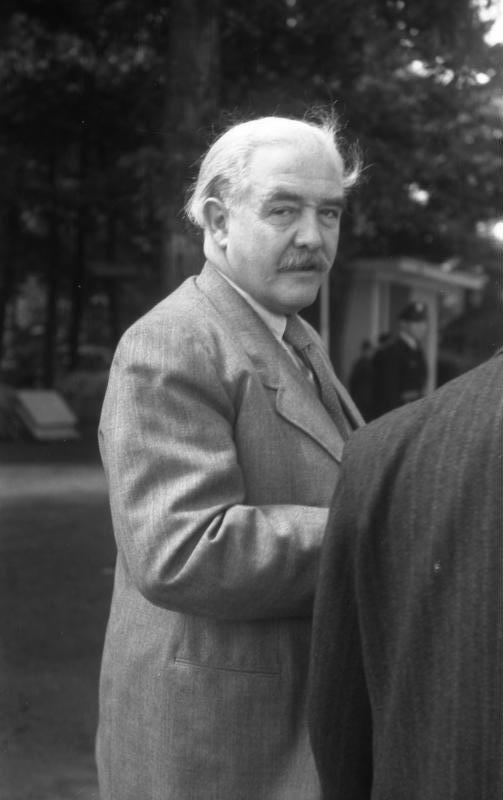
Niedersachsens Ministerpräsident Hinrich Wilhelm Kopf: Das Land unterstützte den Wiederaufbau der Stadt

Neben der Beseitigung der Trümmer (von denen viel für den Straßenbau in ländlichen ostfriesischen Gemeinden eingesetzt wurde, teilweise aber auch Innenstadt-Grachten damit verfüllt wurden) und der Bewirtschaftung des Mangels musste auch das politische Leben in der Stadt neu geordnet werden. Die Wahl des kanadischen Stadtkommandanten Newroth fiel dabei auf Georg Frickenstein als neuen Oberbürgermeister. Frickenstein war bereits zu Zeiten der Weimarer Republik als liberaler Politiker im Emder Magistrat aktiv. Er scharte zuverlässige Politiker um sich, verstarb aber früh während des Wiederaufbaus: bereits im September 1946. Sein Nachfolger wurde bis zur ersten Kommunalwahl im Oktober 1946 der gebürtige Emder Egon Rosenberg, der schließlich nach jener Wahl von Hans Susemihl abgelöst wurde. Der Sozialdemokrat, aus dem Mecklenburgischen stammend und seit 1908 in Emden lebend, blieb zunächst bis 1952 im Amt, als ihn Rosenberg für eine Legislaturperiode ablöste. Von 1956 bis 1964 wurde Susemihl erneut Oberbürgermeister. Unter diesen Stadtoberhäuptern wurde der Wiederaufbau vorangetrieben, wobei der stark zerstörten Stadt viel Hilfe von außerhalb zuteilwurde. Bei seinem Emden-Besuch 1948 hatte Niedersachsens Ministerpräsident Hinrich Wilhelm Kopf im Goldenen Buch der Stadt die auf plattdeutsch gehaltene Widmung hinterlassen: „Wi staht dorvör, wi möt da dör“ („Wir stehen davor, wir müssen da durch“).

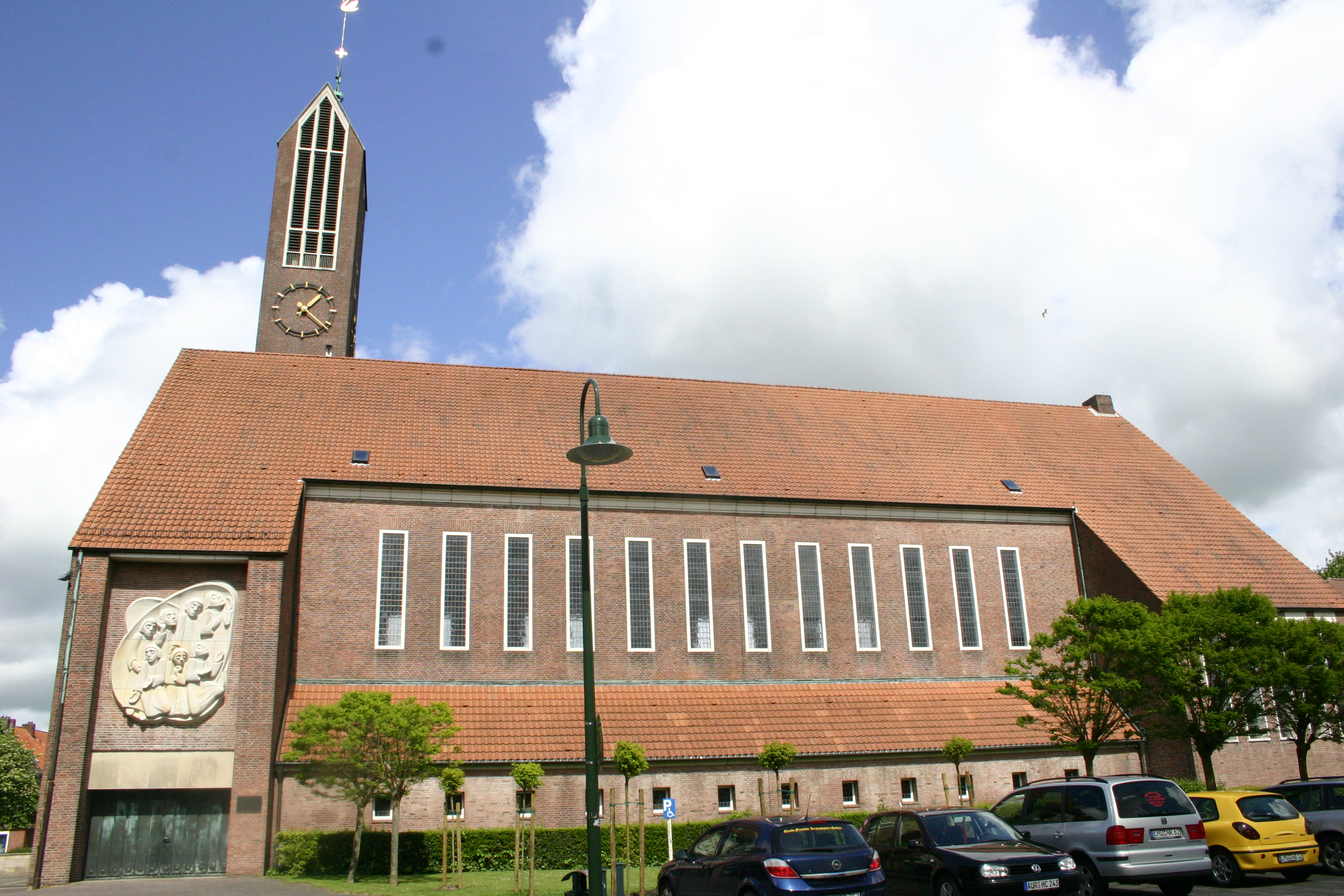
Martin-Luther-Kirche (1958)

Der Wiederaufbau der Stadt zog sich bis in die 1960er Jahre hin – noch zu Beginn jenes Jahrzehnts gab es in der Stadt mehrere Barackenlager, da Wohnraum weiterhin knapp war. Einer der heute prominentesten Bewohner eines solchen Barackenlagers war der aus Emden stammende Regisseur Wolfgang Petersen. Zwischen der Währungsreform 1948 und 1960 wurden in Emden jährlich etwa 700 neue Wohnungen gebaut, zusammen also rund 9000. Etwa 6000 von ihnen wurden mit Hilfe von rund 40 Millionen DM Bundes- und Landeshilfen errichtet. Grundlage für den Wiederaufbau war ein Stadtentwicklungsplan, der eine behutsame Neubebauung auf altem Stadtgrundriss, aber mit verbreiterten Straßenräumen vorsah – ein Plan, der bei Architekturhistorikern durchaus Anklang findet. 1958 wurde die Martin-Luther-Kirche geweiht als Ersatz für die im Krieg niedergebombte lutherische Kirche an gleicher Stelle. Bei ihrer Weihe war sie der größte Kirchenneubau der Hannoverschen Landeskirche.

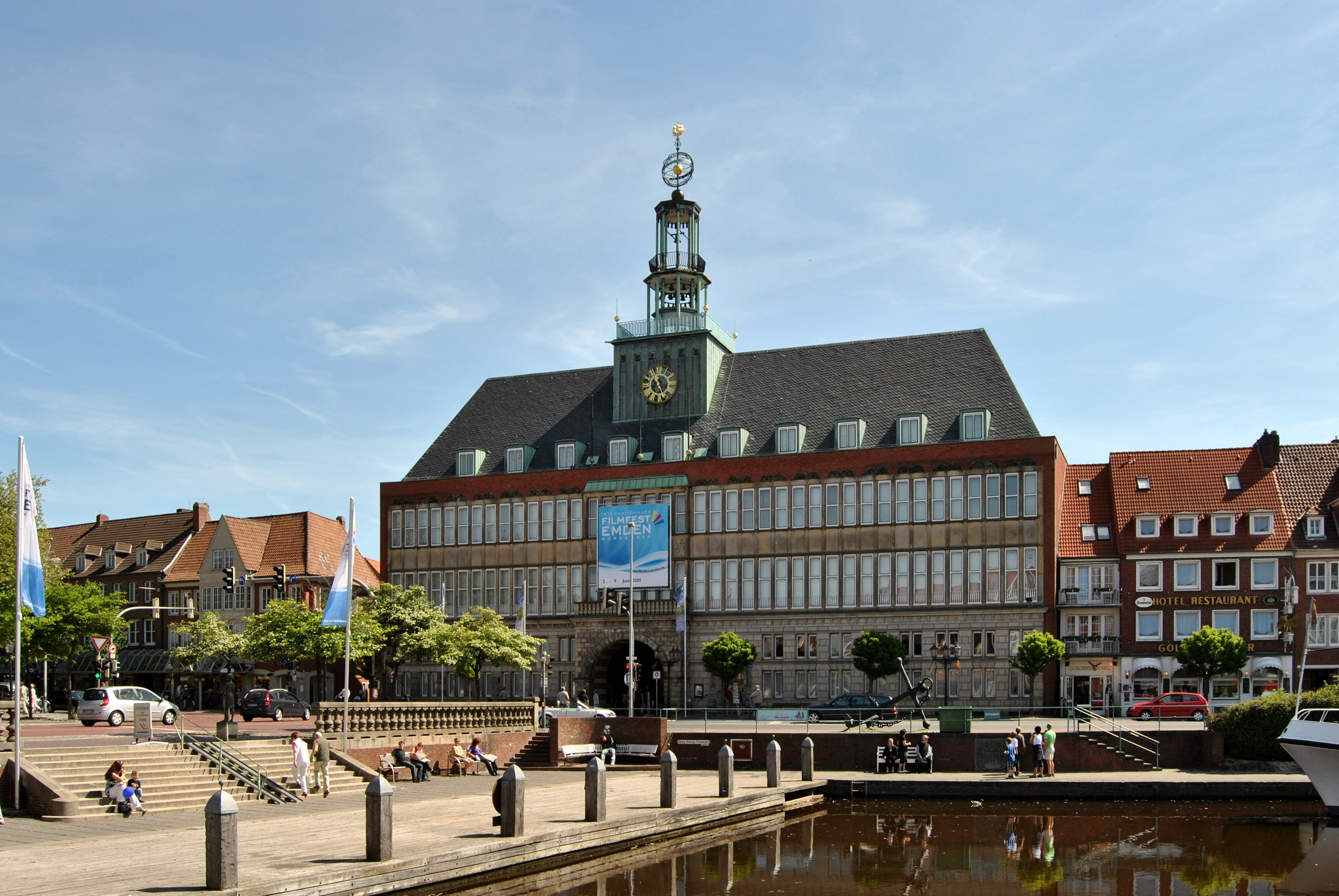
Von 1959 bis 1962 wiederaufgebaut: das Emder Rathaus

Etwa Mitte der sechziger Jahre war der Wiederaufbau der Stadt vorerst abgeschlossen. Am symbolträchtigsten war die Eröffnung des Rathauses im Jahre 1962. Die Wiedereröffnung fand am 6. September statt, also exakt 18 Jahre nach der schwersten Bombardierung. Seit Ende der sechziger Jahre wurden auch in Emden – wie in vielen anderen großen Städten des Bundesgebietes – auf massive Bebauung mit Hochhäusern gesetzt. Dabei spielte der ehemalige gewerkschaftseigene Konzern Neue Heimat eine herausragende Rolle. Insbesondere in den Stadtteilen Barenburg und Borssum wurden bis Mitte der siebziger Jahre mehrere Hochhäuser errichtet. In Barenburg entstanden unter anderem die so genannten Glaspaläste, die größten Wohnhäuser Ostfrieslands. Seinerzeit waren Stadtplaner davon ausgegangen, dass die Einwohnerzahl Emdens auf bis zu 75.000 wachsen könnte.
Neben dem Wohnungsbau waren auch massive Investitionen in den Schulbau vonnöten. So wurden zwischen 1952 und 1975 mehr als eineinhalb Dutzend Neu- und Anbauten im Schulwesen errichtet. Auch acht neue Turnhallen wurden gebaut. Eingeweiht wurde 1953 zudem das neue Krankenhaus, das mittlerweile nach dem früheren Oberbürgermeister Hans Susemihl benannt wurde.
Politisch wurde der Wiederaufbau zunächst unter Führung der SPD vollzogen, die allerdings von 1952 bis 1956 von einem bürgerlichen Block abgelöst wurde, der auch den Oberbürgermeister stellte. Von 1956 an bis Ende der 1990er Jahre regierte dann wiederum die SPD und benötigte angesichts von Wahlergebnissen von mehr als 50, teils auch mehr als 60 Prozent der abgegebenen gültigen Stimmen auch keinen Koalitionspartner. Bei den Kommunalwahlen 1972 erzielten die Sozialdemokraten das Rekordergebnis von zwei Dritteln der Stimmen.
Die Zeit des Wirtschaftswunders ging auch an Emden nicht spurlos vorüber: Bereits zu Beginn der 1950er Jahre liefen auf den Emder Werften (Nordseewerke, Cassens-Werft und Schulte & Bruns, Letztere existiert nicht mehr) wieder Schiffe vom Stapel, nachdem die Besatzungsmächte entsprechende Beschränkungen aufgehoben hatten. Auch nahmen Emder Reedereien bereits Anfang der 1950er Jahre wieder den Betrieb auf. 1959 wurden die Erdölwerke Frisia errichtet, die allerdings Ende der 1970er Jahre wieder geschlossen wurden. Nur Anfang der 1990er wurde die Produktion von Naphtha noch einmal kurz angefahren, bevor die Raffinerie abgebaut wurde. Der Hafenumschlag profitierte ebenfalls vom Wiederaufbau: Dabei spielte der Erzumschlag für die Hütten des Ruhrgebietes eine dominierende Rolle: 1959 liefen 84 Prozent der deutschen Erz-Importe über See durch den Emder Hafen.

## Wirtschaftsaufschwung, Infrastruktur und Rückschläge
1964 löste Hermann Schierig nach innerparteilichen Querelen Hans Susemihl als Oberbürgermeister ab. In Schierigs Amtszeit (bis 1973) fielen weitreichende wirtschaftliche Entwicklungen und dank guter Steuereinnahmen ein Ausbau der Infrastruktur der Stadt. Die Planungen für die größte Industrieansiedlung in der Geschichte der Seehafenstadt hatten allerdings bereits vor 1964 begonnen: Der Volkswagenkonzern war auf der Suche nach einem see- und hafennahen Produktionsstandort im Larrelter Polder fündig geworden und begann 1964 mit dem Bau des Volkswagenwerks Emden. Bereits im Dezember 1964 wurde die Produktion aufgenommen, 1965 hatte das Autowerk schon 3000 Mitarbeiter. Die Mitarbeiterzahl stieg in den folgenden Jahren auf mehr als 8000 (1971).
Auch der weitere Ausbau des Hafens ging voran: Insgesamt investierte das Land Niedersachsen als Eigentümer des Emder Hafens zwischen 1948 und 1973 rund 100 Millionen D-Mark, die in die Anlage neuer und Vergrößerung und Vertiefung bestehender Hafenbecken sowie den Bau neuer Kais und Umschlaganlagen flossen. Der Erzumschlag, vor allem für die Hütten des Ruhrgebiets, erreichte 1964 mit 9,7 Millionen Tonnen seinen Höhepunkt, blieb aber auch in den folgenden Jahren stets über fünf Millionen Tonnen. Der Kohleumschlag hingegen stagnierte, der Getreideumschlag war oft Schwankungen unterworfen. Nach dem Bau des VW-Werks kam jedoch der Autoumschlag hinzu: Bereits 1971 wurden fast eine halbe Million Fahrzeuge umgeschlagen, fast ausnahmslos für den Export in die USA.

Emder Stadtteile: 1972 wurden im Westen Twixlum, Wybelsum und Logumer Vorwerk sowie im Osten Petkum, Jarßum und Widdelswehr eingemeindet

In den 1970er Jahren erreichte die Stadt Emden ihre heutige geografische Ausdehnung. Waren bereits 1945/46 auf Druck der britischen Besatzungsmacht Larrelt, Uphusen und Harsweg eingemeindet worden, so wurde im Zuge der niedersächsischen Gemeindereform im Jahre 1972 das Stadtgebiet nochmals erheblich erweitert. Mit der Erweiterung um Wybelsum, Logumer Vorwerk, Twixlum, Widdelswehr und Petkum und der Aufspülung des Rysumer Nackens an der Knock (kommunale Eingliederung per 1. Januar 1976) erreichte die Stadt ihre heutige Ausdehnung von gut 112 Quadratkilometern. Seitdem machen landwirtschaftlich genutzte Flächen den größten Anteil am Stadtgebiet aus, obschon die Landwirtschaft für die Wertschöpfung und die Zahl der Arbeitsplätze in der Stadt nur eine sehr untergeordnete Rolle spielt.
Das kulturelle Angebot der Stadt wurde um die Nordseehalle (erbaut 1972) und das Neue Theater (ebenfalls 1972) erweitert. Der neue Emder Hauptbahnhof wurde 1973 eingeweiht. Ebenfalls seit 1973 ist Emden Standort einer Fachhochschule. Um die Fachhochschule herum wurde ab 1977 (Planungsbeginn) ein neuer Stadtteil aus dem Boden gestampft.
An der Knock im Westen Emdens wurde Mitte der 1970er eine Anlandestation für Erdgas aus norwegischen Feldern in der Nordsee errichtet. 1977 wurde das erste Gas angelandet. In jene Zeit fielen auch die ersten Überlegungen zum Bau des Dollarthafens – einem gigantischen Hafenerweiterungsprojekt, das allerdings wegen des Widerstands der benachbarten Niederlande nie umgesetzt wurde. Auch Umweltschützer hatten vehement gegen das Projekt gekämpft.

Panorama der Kunsthalle in Emden (rechte Bildhälfte)

Ungefähr in der Mitte der 1980er Jahre begann die verstärkte Hinwendung zum Tourismus. Im Ratsdelft, dem ältesten Teil des Emder Hafens, wurden 1984 das Museumsschiff Amrumbank (ein ehemaliges Feuerschiff) und 1988 der Seenotkreuzer Georg Breusing vertäut. Am 3. Oktober 1986 eröffnete der damalige Bundespräsident Richard von Weizsäcker die Kunsthalle Emden, die auf Initiative des Emder Publizisten Henri Nannen erbaut wurde. Die Johannes a Lasco Bibliothek hat seit 1995 ihren Standort in der Großen Kirche im Herzen der Stadt. Das Ostfriesische Landesmuseum wurde Anfang der 2000er Jahre renoviert und auf einen aktuellen museumspädagogischen Stand gebracht.
Seit 1996 ist Emden keine Garnisonsstadt mehr: Das ABC-Abwehrbataillon 110 zog ab, die Karl-von-Müller-Kaserne steht seitdem leer. Seit jenem Jahr verfügt Emden, einst einer der ersten Marinehäfen Deutschlands, über keine militärischen Einrichtungen mehr.
Im ersten Jahrzehnt des 21. Jahrhunderts hat sich Emden – wie auch andere Hafenstädte – städtebaulich wieder dem Wasser und dem Stadtzentrum zugewandt, während in früheren Jahrzehnten dem Drang der Bevölkerung ins Grüne und in die Fläche nachgegeben wurde. Auf ehemaligen, nicht mehr für den Umschlag genutzten Hafenflächen sind neue, zentrumsnahe (und teils exklusive) Wohnviertel sowie Hotel- und Bürogebäude entstanden – eine Entwicklung, die noch nicht abgeschlossen ist.

## Archive, Bibliotheken und Museen
Emden verfügt über ein Stadtarchiv, das als eines der umfassendsten kommunalen Archive Niedersachsens gilt. Die dort aufbewahrten Urkunden, Schriften und Akten reichen bis an das Ende des 15. Jahrhunderts zurück. So findet sich dort unter anderem die Urkunde zur Verleihung des Stadtwappens 1495. Der Standort Aurich des Niedersächsischen Landesarchivs, das für den Raum Ostfriesland zuständig ist, beherbergt darüber hinaus Archivmaterial zur ostfriesischen Geschichte, das ebenfalls eine Vielzahl von Urkunden etc. aus der Emder und ostfriesischen Geschichte beherbergt. Das Wirtschaftsarchiv Nord-West-Niedersachsen sammelte historisch wertvolles Schriftgut aus dem Wirtschaftsleben der Region. Es ist inzwischen im Wirtschaftsarchiv Niedersachsen aufgegangen. Die Bestände ostfriesischer Firmen aus dem früheren Wirtschaftsarchiv Nord-West-Niedersachsen verwahrt jetzt das Niedersächsische Landesarchiv in Aurich. Die Johannes a Lasco Bibliothek ist eine Fachbibliothek zur Geschichte des Calvinismus in Europa. Das Ostfriesische Landesmuseum ist ein Museum zur Geschichte der Stadt Emden und der Region Ostfriesland und zeigt deren Einbettung in die europäische Geschichte. Zu einzelnen Sonderausstellungen werden Fachkataloge herausgegeben.